# Böblingen
Böblingen [ˈbøːblɪŋən] ist die Kreisstadt des Landkreises Böblingen mit 51.483 Einwohnern (31. Dezember 2024) in Baden-Württemberg. Sie liegt etwa 20 Kilometer südwestlich der Landeshauptstadt Stuttgart und ist hinsichtlich der Bevölkerungszahl die zweitgrößte Stadt des Landkreises. Zusammen mit der Stadt Sindelfingen bildet sie ein Mittelzentrum für die umliegenden Gemeinden. Seit dem 1. Februar 1962 ist Böblingen Große Kreisstadt.

## Geographie

### Lage

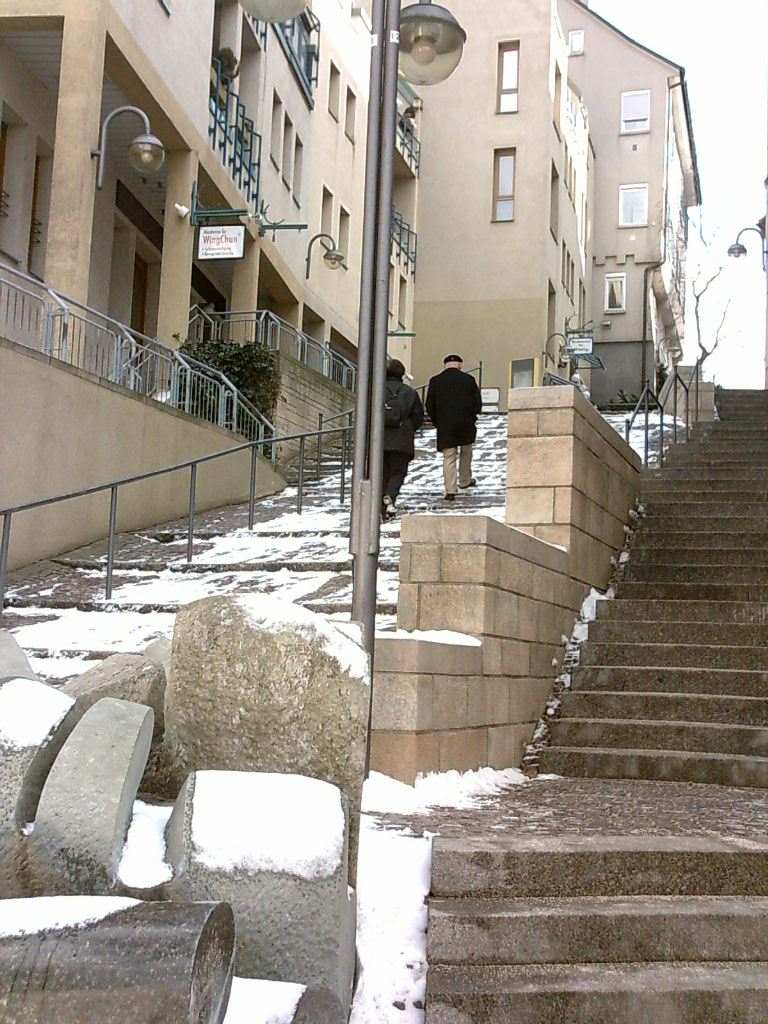
Treppenreiche Innenstadt

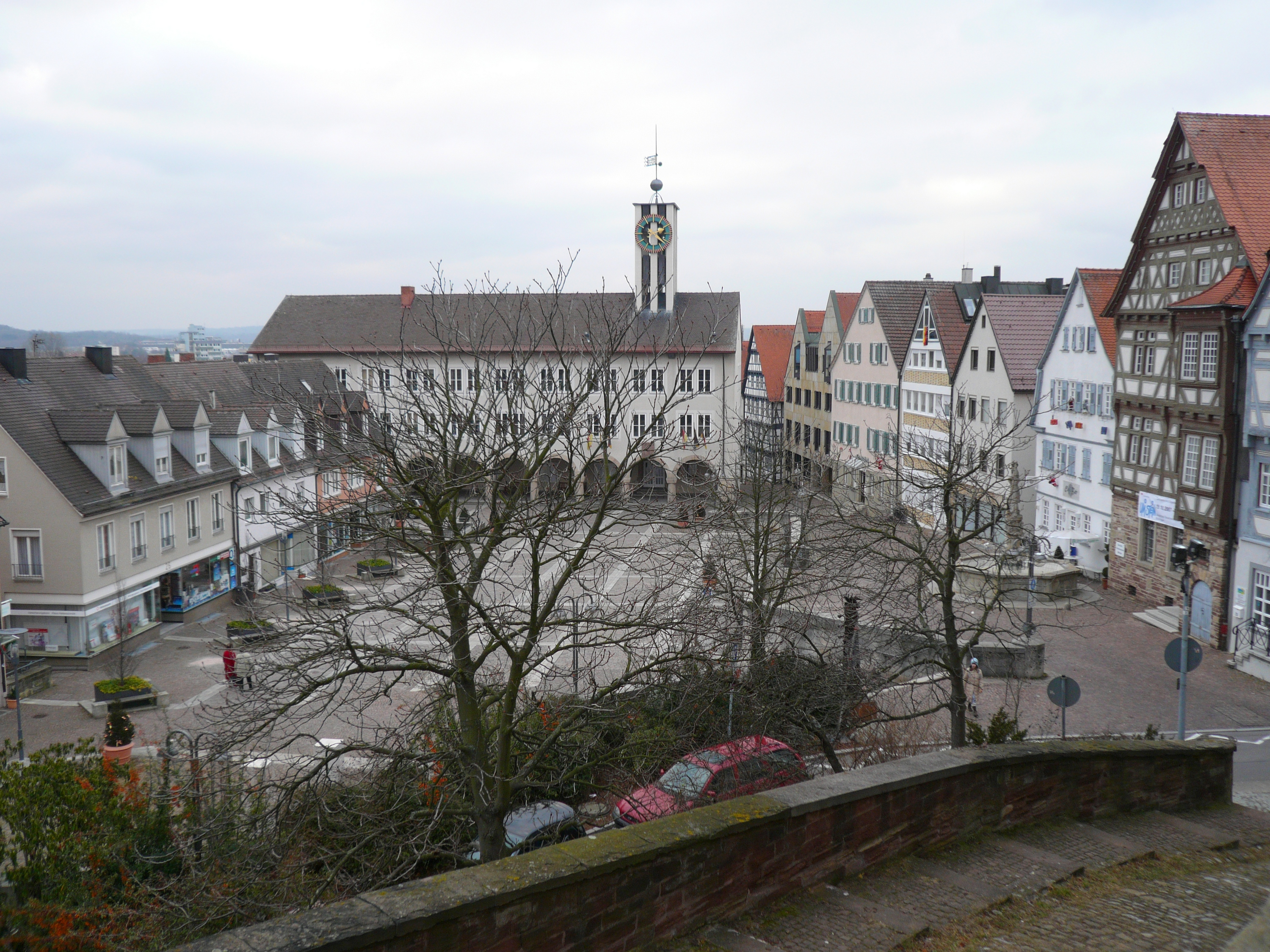
Der Marktplatz

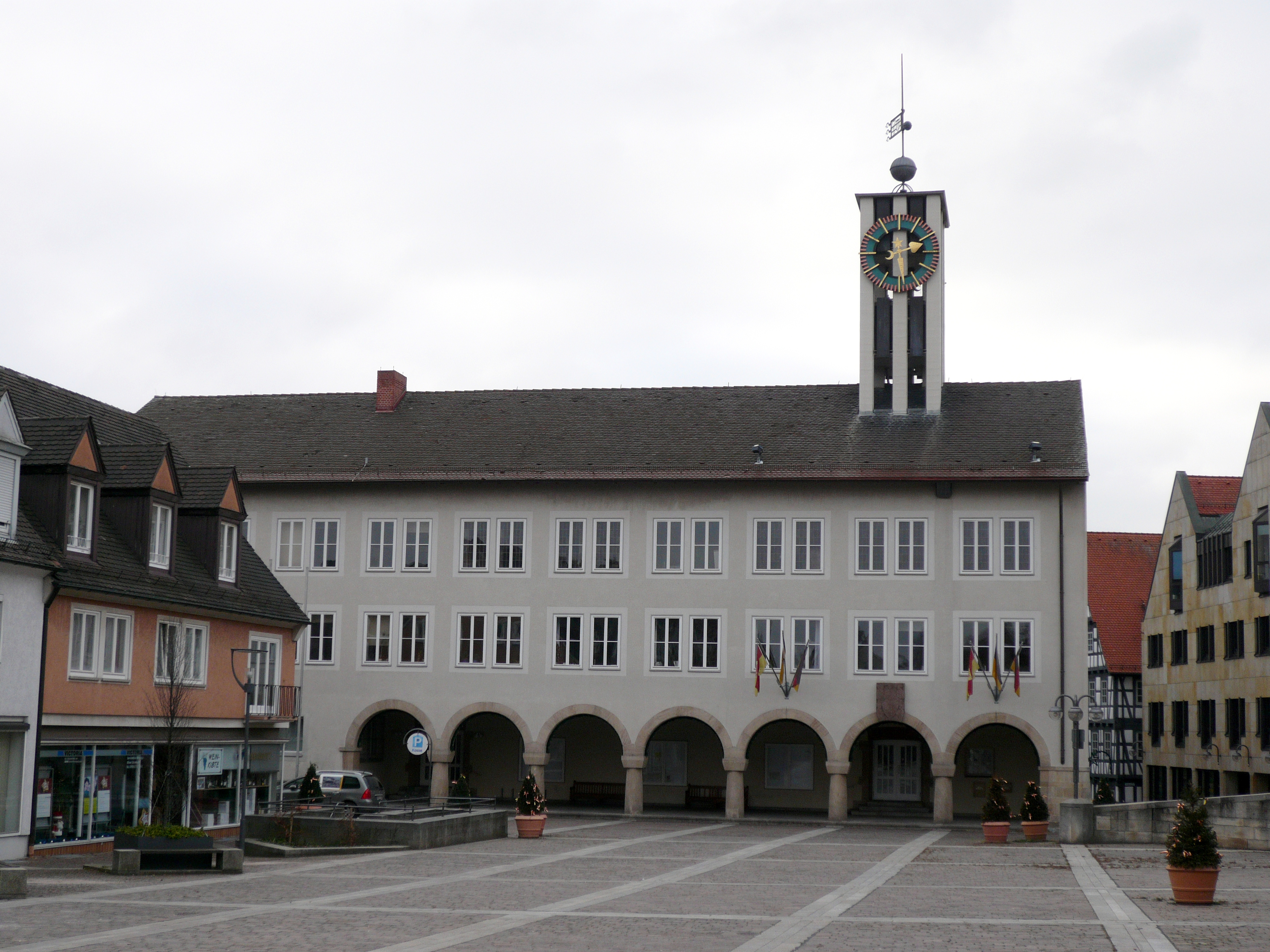
Das 1952 erbaute alte Rathaus

Böblingen liegt am Nordostrand des Oberen Gäus, auf und an einem steilen Hügel, der ein Ausläufer des Schönbuchs ist. Der nördliche Schwarzwald ist von Böblingen aus in etwa einer halben Stunde, die Schwäbische Alb in 40 Minuten erreichbar. Es gibt keine bedeutenden Flüsse, die Schwippe ist das bedeutendste Fließgewässer, tritt aber nur in Dagersheim auf das Gebiet der Stadt Böblingen.
Der höchste Punkt der Gemarkung befindet sich mit 552,5 m ü. NHN auf der ehemaligen Mülldeponie und jetzigem "Solar Hill". Die höchste natürliche Erhebung findet man beim Wasserturm auf der Waldburg mit 534,4 m ü. NHN. Der niedrigste Punkt ist mit 399,8 m ü. NHN in der südöstlichen Ecke des Stadtgebietes am nördlichen Ufer des Sulzbaches zu finden.

### Nachbargemeinden
Folgende Städte und Gemeinden – im Uhrzeigersinn im Osten beginnend – grenzen an die Stadt Böblingen: Leinfelden-Echterdingen (Landkreis Esslingen) sowie Schönaich, Holzgerlingen, Ehningen und Sindelfingen (alle Landkreis Böblingen).

### Stadtgliederung
Böblingen besteht aus der Kernstadt und dem im Rahmen der Gebietsreform am 1. September 1971 eingegliederten Stadtteil Dagersheim. In Dagersheim gibt es einen von der Bevölkerung bei jeder Kommunalwahl neu zu wählenden Ortschaftsrat, dem ein Ortsvorsteher vorsteht.
In der Kernstadt werden zum Teil Wohngebiete mit eigenem Namen unterschieden, deren Bezeichnungen sich im Laufe der Geschichte aufgrund der Bebauung ergeben haben, die jedoch meist nicht genau abgrenzbar sind und keine eigenen administrative Einheiten bilden. Hierzu gehören beispielsweise Tannenberg, Waldburg, Rauher Kapf, Grund und Diezenhalde.
Klar abgegrenzt ist jedoch das Gebiet Flugfeld (Stadtteil), welches an der Stadtgrenze zu Sindelfingen liegt und als interkommunaler Stadtteil entwickelt wird. Hierfür gibt es einen Zweckverband.

### Raumplanung
Böblingen bildet zusammen mit der Nachbarstadt Sindelfingen ein Mittelzentrum innerhalb der Region Stuttgart, deren Oberzentrum Stuttgart ist. Zum Mittelbereich Böblingen/Sindelfingen gehören neben den beiden Städten noch die Gemeinden im mittleren Teil des Landkreises Böblingen, und zwar Aidlingen, Altdorf, Ehningen, Gärtringen, Grafenau, Hildrizhausen, Holzgerlingen, Magstadt, Schönaich, Steinenbronn, Waldenbuch und Weil im Schönbuch.

### Flächenaufteilung
Nach Daten des Statistischen Landesamtes, Stand 2014.

### Schutzgebiete
Im Osten von Böblingen liegt das Landschaftsschutzgebiet Glemswald. Weitere Landschaftsteile auf dem Stadtgebiet wurden als Landschaftsschutzgebiet Böblingen ausgewiesen. Die Stadt hat überdies Anteile an den FFH-Gebieten Glemswald und Stuttgarter Bucht und Gäulandschaft an der Würm.

## Geschichte

### Vorgeschichte
Die Besiedlung des Böblinger Raumes reicht zurück in die Altsteinzeit (ca. 25.000–20.000 v. Chr.). Reste eines hier gefundenen Mammuts weisen Spuren menschlicher Bearbeitung auf. Besiedlungsspuren des Spätneolithikums wurden unter den Hügelgräbern am Waldfriedhof gefunden, die aus der Bronzezeit (ca. 1500 v. Chr.) und der späten Hallstattzeit (500 v. Chr.) stammen.

### Mittelalter
Die ersten schriftlichen Überlieferungen stammen aus dem Mittelalter um 1100 n. Chr.: „Bebelingen“ wird darin als Name eines alemannischen Adelsgeschlechts erwähnt. Auf die Alemannen weist die Endsilbe -ingen im Namen von Böblingen. Der erste Teil des Stadtnamens wird mit einem Adeligen namens „Bobilo“ in Verbindung gebracht.
Im Jahr 1272 residierte in Böblingen eine Seitenlinie der Pfalzgrafen von Tübingen, auf die die Stadtgründung zurückgeht. Sie planten die Stadt in Gestalt eines halben Ovals um den Schlossberg, mit der Marktstraße als Längsachse und rechtwinklig dazu verlaufenden Quergassen. Die Herrschaft der Tübinger Pfalzgrafen endete 1344 bzw. 1357, als wirtschaftlicher Niedergang sie zwang, die Stadt an die Grafen von Württemberg zu veräußern. Die dreilappige rote Kirchenfahne der Pfalzgrafen findet sich im Wappen.

### Württembergische Zeit
Böblingen wurde dadurch Sitz eines württembergischen „Amtes“ und später eines „Oberamtes“.

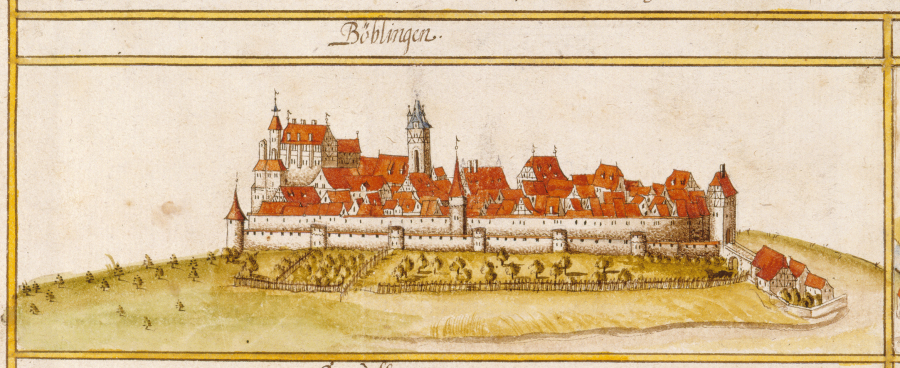
Böblingen 1681, Forstlagerbuch von Andreas Kieser

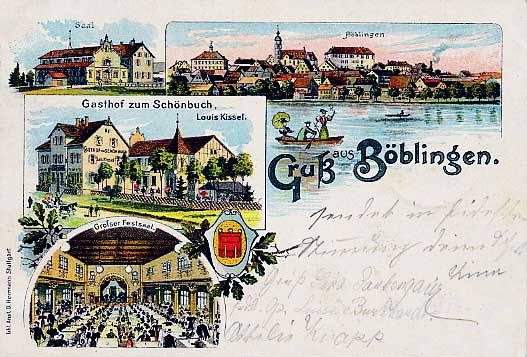
Böblingen um 1900

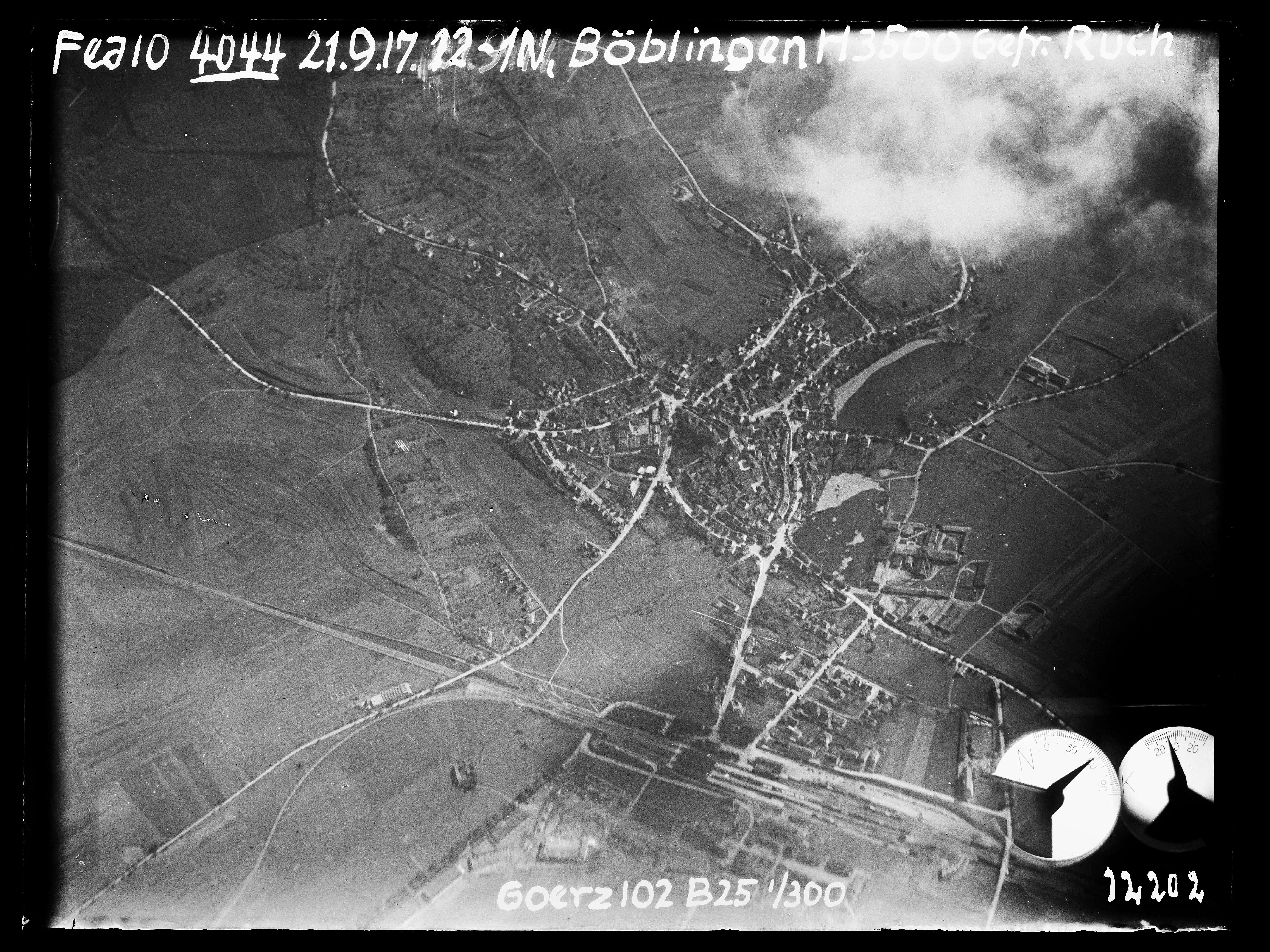
Luftbild von Böblingen, September 1917

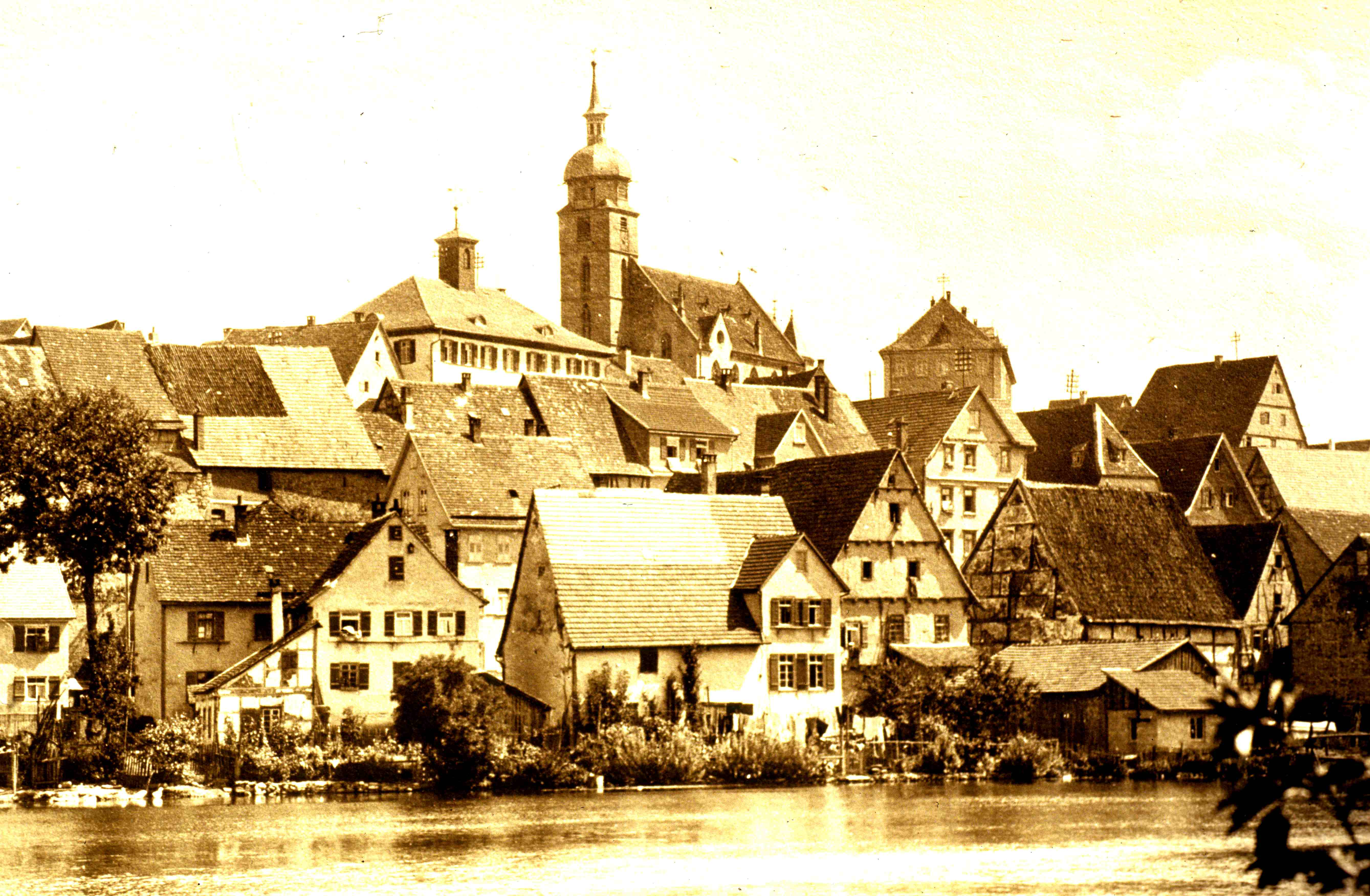
Böblingen vor dem Zweiten Weltkrieg

Am Ort des Böblinger Schlosses stand vorher eine Burg. Ihr Bau wird aufgrund von Keramikfunden auf das 7. bis 9. Jahrhundert datiert. Urkundlich erwähnt wurde die Burg erstmals 1302. Das Schloss diente im 15. Jahrhundert als Witwensitz des Hauses Württemberg. Die bedeutendsten der fürstlichen Witwen, die dort residierten, waren Gräfin Mechthild von der Pfalz, die Mutter des württembergischen Grafen Eberhard im Bart, und Barbara Gonzaga von Mantua, die Gemahlin Eberhards. Bis zur Zerstörung im Zweiten Weltkrieg prägte das Schloss das Stadtbild.
Am 12. Mai 1525 war Böblingen Schauplatz einer der blutigsten Schlachten des Deutschen Bauernkriegs. Georg Truchsess von Waldburg-Zeil, Feldherr des Schwäbischen Bundes, schlug in der Schlacht bei Böblingen 15.000 Bauern aus Württemberg, dem Schwarzwald und dem Hegau vernichtend.
Aus der württembergischen Vogtei und dem späteren Amt in Böblingen entstand 1758 das Oberamt Böblingen. Durch die Umwälzungen während der Zeit der Koalitionskriege und der 1806 erfolgten Gründung des Königreichs Württemberg wurde das Oberamt Böblingen bis 1813 durch einige vormals geistliche und reichsritterliche Gebiete sowie um weitere württembergische Orte vergrößert.
1850 hatte die Stadt Böblingen 3665 evangelische Einwohner, neun bekannten sich zum katholischen und sieben zum jüdischen Glauben. Sie lebten und arbeiteten in 482 Haupt- und 126 Nebengebäuden. Zu dieser Zeit waren Land- und Forstwirtschaft noch die wichtigsten Erwerbsquellen; 35 % der Markungsfläche wurden landwirtschaftlich genutzt und 58 % waren bewaldet. Neben dem Handwerk und der Weberei, die im Umbruch von der handwerklichen zur industriellen Fertigung begriffen war, entstanden erste Industriebetriebe wie das Laboratorium des Apothekers Bonz, das sich im 19. Jahrhundert zu einer Fabrik von Weltrang für chemische Erzeugnisse, besonders für Narkosemittel entwickelte, sowie Spinnereien und die Spielwarenfabrik von Christian Auberlen.
Beim Aufbruch ins Industriezeitalter war das vielfältige Handwerk, der Fleiß, die Geschicklichkeit und der Einfallsreichtum der Menschen ein Standortvorteil. Die Maschinenfabrik August Wagner (Bau von Pressen, Nähmaschinen, Dampfmaschinen und Fasswaschmaschinen für Brauereien) war ein Musterbeispiel für schwäbisches Tüftlertum. Den entscheidenden Impuls erhielt die Böblinger Industrieentwicklung 1879 mit der Eröffnung der Gäubahn. Der Bau dieser Strecke zur Erweiterung des Netzes der Württembergischen Eisenbahn ist mit erheblichem Engagement von Otto Elben betrieben worden. Mit dem Bahnanschluss einher ging die Ausweisung neuer Industriegebiete. Schon 1886 siedelte sich dort die Mechanische Trikotweberei Ludwig Maier & Genieder an. Das unternehmerische Erfolgskonzept bestand in der Produktion des neu auf den Markt gekommenen Büstenhalters.
Im Ersten Weltkrieg wurde am 16. August 1915 der Böblinger Militärflughafen eingeweiht. Der Flughafen beherbergte auch die Fliegerersatzabteilung 10 (FEA 10) als Ausbildungsabteilung. Die Revolution begann in Böblingen am Abend des 8. November 1918. Arbeiter des Flughafens und des Daimler-Werks in Sindelfingen, das zu der Zeit eine Flugzeugfabrik war und seit März 1918 unter militärischer Kontrolle stand, planten Forderungen und Aktionen. Am Morgen des 9. Novembers präsentierten die Arbeiter des Flughafens nach einer Arbeitsniederlegung ihre Forderungen: Verbesserung der Kost, Erhöhung der Löhne und die Entlassung des Werftoffiziers Zahn. Danach schlossen sich die Zivilarbeiter des Flughafens, Angehörige der FEA 10 und die Mitarbeiter des Daimler-Werks zu einem Demonstrationszug in Richtung Böblingen zusammen, der ohne Zwischenfälle am Postplatz endete. Soldaten der FEA 10 bildeten am 11. November einen Soldatenrat aus vierzehn Mitgliedern. Der Rat ordnete die Besetzung strategisch wichtiger Einrichtungen an. Dazu gehörten das Oberamt, das Rathaus, das Post- und Telegrafenamt, die Gewerbebank, das Gaswerk und der Bahnhof. Im Dezember wurde der Arbeiter- und Bauernrat für die Stadt Böblingen gewählt. Mit dem politischen Wechsel zur Republik verloren die Räte ihre Bedeutung und lösten sich auf. Im Mai 1919 fanden in Böblingen Gemeinderatswahlen statt. Im Juni stellte der Flughafen den Betrieb der FEA 10 ein, ebenso der Soldatenrat seine Tätigkeit, im selben Jahr stellte Daimler am Standort Sindelfingen die Produktion auf Karosserien um.
Darauf folgend war für die weitere Stadtentwicklung von entscheidender Bedeutung, dass Böblingen 1925 Sitz des Landesflughafens für Württemberg wurde. Böblingen war die „Brücke zur Welt“. Am Rande des Flugplatzes errichtete der Böblinger Luftfahrtpionier Hanns Klemm (1885–1961) Ende 1926 sein Unternehmen Leichtflugzeugbau Klemm, das bis in den Zweiten Weltkrieg hinein wichtigster Industriebetrieb der Stadt war.
Auch eine Dampfziegelei war einst in Böblingen angesiedelt. Hier wurden unter der Leitung von Prokurist Alois Reinold zahlreiche Dachziegel gefertigt, die noch heute die Dächer der älteren Häuser in Böblingen und Sindelfingen bedecken.

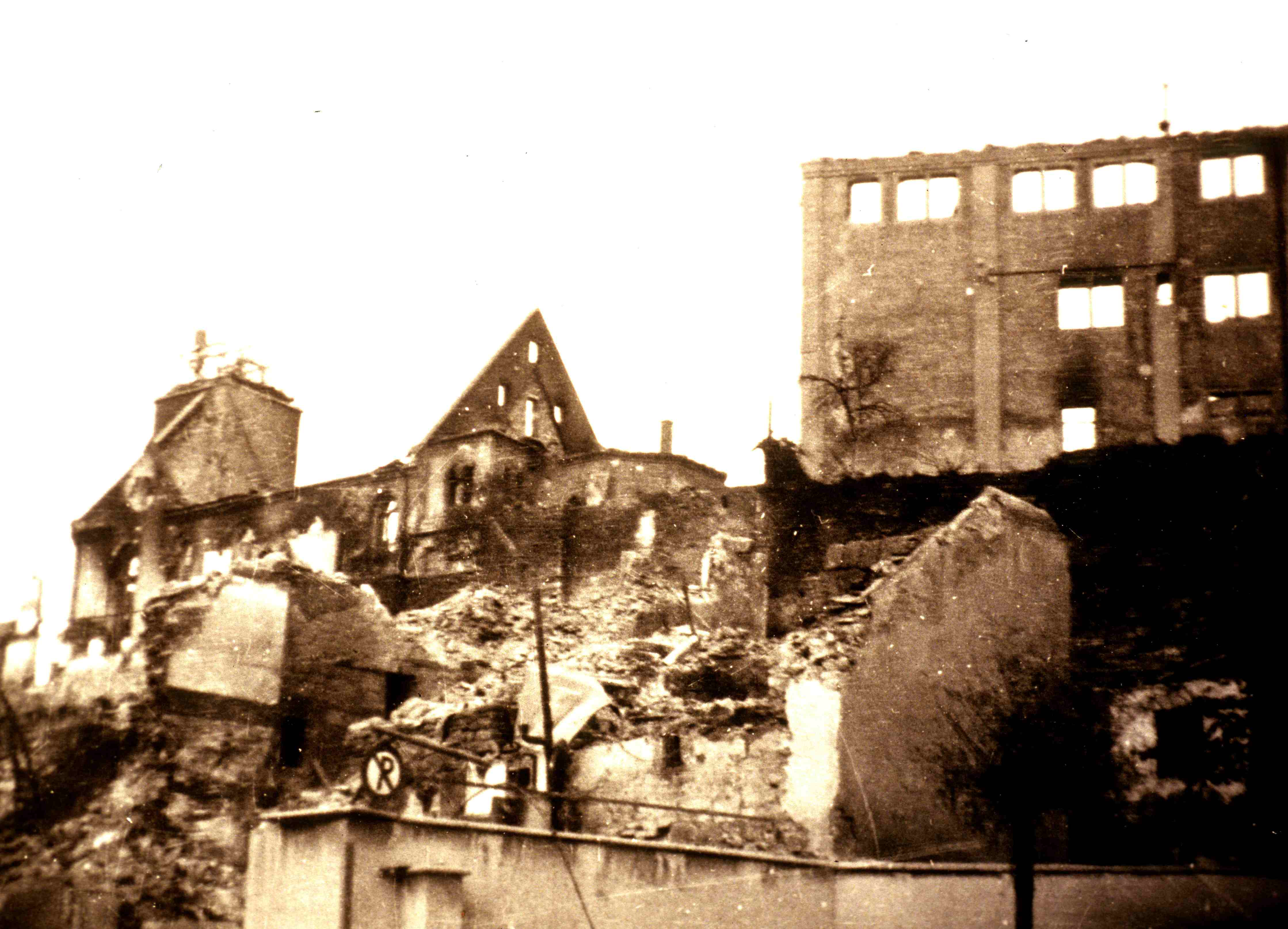
Zentrum nach dem Bombenangriff vom 7./8. Oktober 1943

### NS-Zeit
Durch die Kreisreformen während der NS-Zeit in Württemberg wurde 1934 aus dem Oberamt Böblingen zunächst der Kreis Böblingen, aus dem 1938 der Landkreis Böblingen hervorging.
Ab 1936 entstanden im Stadtwald in Rekordzeit die Hindenburg- und Ludendorff-Kasernen (heute US-Panzerkaserne), in die am 9. April 1938 das in Zossen aufgestellte Panzerregiment 8 einzog.
Der Luftangriff durch Luftstreitkräfte der Alliierten in der Nacht vom 7. auf den 8. Oktober 1943 zerstörte den größten Teil der Altstadt mit der Stadtkirche, dem Schloss und dem Rathaus. Es gab zahlreiche Tote und Verletzte. Durch diesen und weitere Bombenangriffe waren bei Kriegsende ca. 40 Prozent der bebauten Fläche zerstört und nahezu 2.000 Menschen obdachlos.

### Nachkriegszeit
1945 lag die Kreisstadt Böblingen in der Amerikanische Besatzungszone und gehörte zum neu gegründeten Land Württemberg-Baden, das 1952 im jetzigen Bundesland Baden-Württemberg aufging.
Nach der Währungsreform vom 20. Juni 1948 begann ein dynamischer Wiederaufbau. Die Einwohnerzahl verdreifachte sich innerhalb von zwei Jahrzehnten (1950: 12.600; 1970: 37.500). Mit der Ansiedlung zukunftsorientierter Unternehmen wie IBM (1949) und Hewlett-Packard (1959) sowie von mittelständischen Betrieben, die sich seit den 1970er-Jahren vor allem auch auf der Hulb niederließen, setzte parallel zur Bevölkerungszunahme ein starkes Wirtschaftswachstum ein.
Die Einwohnerzahl Böblingens überschritt 1957 die Grenze von 20.000. Daraufhin stellte die Stadtverwaltung den Antrag auf Erhebung zur Großen Kreisstadt, was die Landesregierung von Baden-Württemberg mit Wirkung vom 1. Februar 1962 beschloss.
Im Rahmen der Gebietsreform in Baden-Württemberg der 1970er Jahre beabsichtigte das Land eine Zusammenlegung Böblingens mit der Nachbarstadt Sindelfingen zur Großstadt Böblingen-Sindelfingen, die 1974 vom Landtag beschlossen wurde, aber anschließend am Widerstand der Bevölkerung beider Städte scheiterte. Auf eine von den beiden Städten gemeinsam eingelegte Klage urteilte der baden-württembergische Staatsgerichtshof am 25. April 1975, der Zusammenschluss sei aufgrund des nicht ausreichend gewürdigten Anhörungsrechts der betroffenen Städte aus formalen Gründen nichtig.
Vom 19. bis 27. Juli 1981 wurden in Böblingen die VII. Internationalen Feuerwehrwettkämpfe des CTIF („Feuerwehrolympiade“) durchgeführt. 1996 richtete Böblingen eine Landesgartenschau aus, die zu einer Aufwertung der innerstädtischen Grünanlagen genutzt wurde. Am 25. Mai 2009 erhielt die Stadt den von der Bundesregierung verliehenen Titel „Ort der Vielfalt“.

### Eingemeindungen
Am 1. September 1971 wurde die bis dahin eigenständige Gemeinde Dagersheim eingegliedert.

### Einwohnerentwicklung
Die Einwohnerzahlen sind Schätzungen, Volkszählungsergebnisse ( ¹) oder amtliche Fortschreibungen der jeweiligen Statistischen Ämter (nur Hauptwohnsitze).

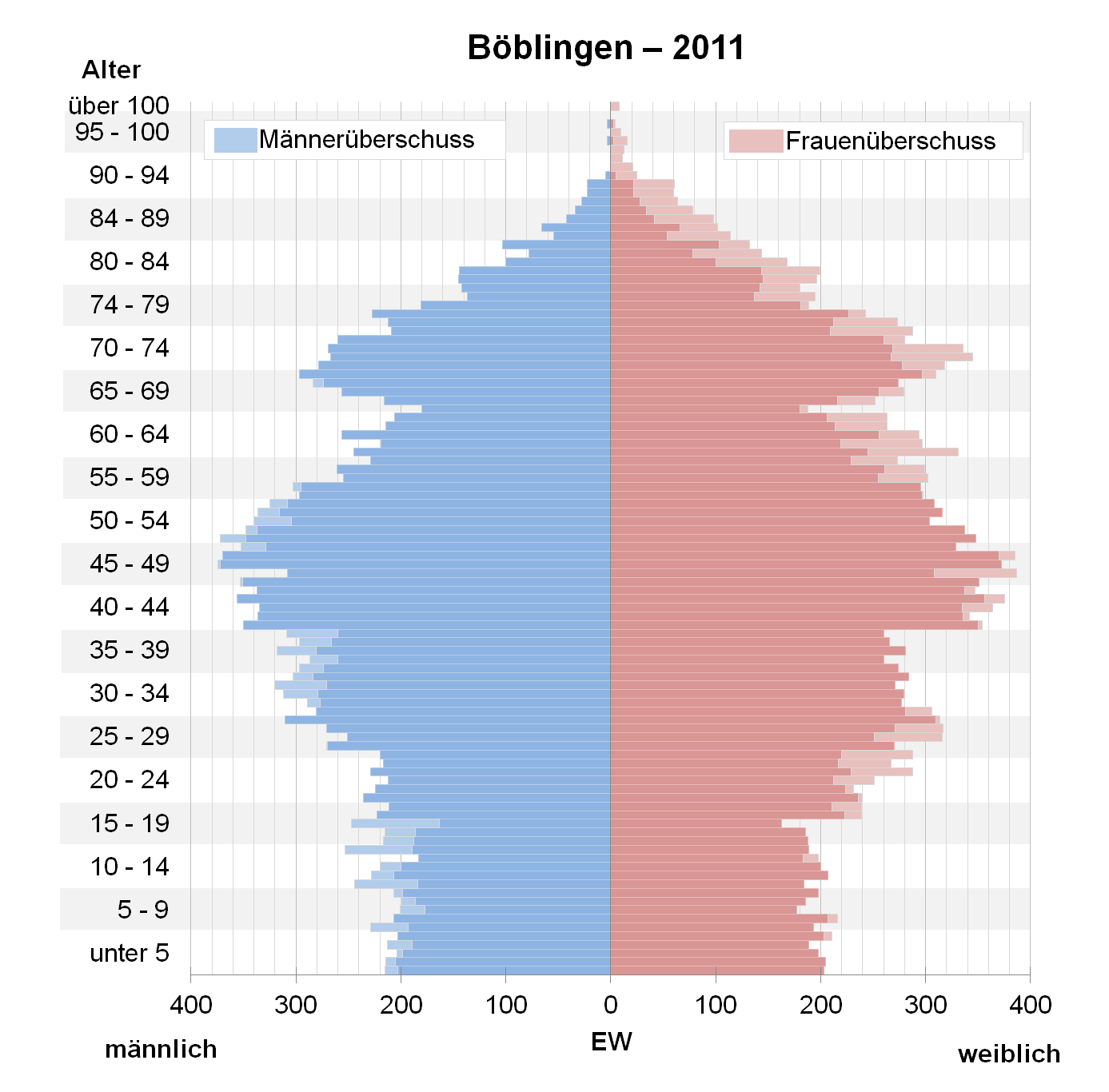
Bevölkerungspyramide für Böblingen (Datenquelle: Zensus 2011)

| Jahr             | Einwohner |
| ---------------- | --------- |
| 1598             | ca. 80000 |
| 1654             | 0.628     |
| 1803             | 2.125     |
| 1823             | 2.549     |
| 1843             | 3.504     |
| 1850             | 3.681     |
| 1861             | 3.287     |
| 1. Dezember 1871 | 3.826     |

| Jahr               | Einwohner |
| ------------------ | --------- |
| 1. Dezember 1880 ¹ | 04.365    |
| 1. Dezember 1890 ¹ | 04.659    |
| 1. Dezember 1900 ¹ | 05.303    |
| 1. Dezember 1910 ¹ | 06.019    |
| 16. Juni 1925 ¹    | 07.227    |
| 16. Juni 1933 ¹    | 07.998    |
| 17. Mai 1939 ¹     | 12.560    |
| 1946               | 10.809    |

| Jahr                 | Einwohner |
| -------------------- | --------- |
| 13. September 1950 ¹ | 12.601    |
| 6. Juni 1961 ¹       | 25.366    |
| 27. Mai 1970 ¹       | 35.925    |
| 31. Dezember 1975    | 40.547    |
| 31. Dezember 1980    | 41.505    |
| 27. Mai 1987 ¹       | 42.589    |
| 31. Dezember 1990    | 44.903    |
| 31. Dezember 1995    | 46.516    |

| Jahr              | Einwohner |
| ----------------- | --------- |
| 31. Dezember 2000 | 45.637    |
| 31. Dezember 2005 | 46.381    |
| 31. Dezember 2010 | 46.488    |
| 9. Mai 2011 ¹     | 44.859    |
| 31. Dezember 2015 | 48.696    |
| 31. Dezember 2020 | 50.121    |

## Religionen

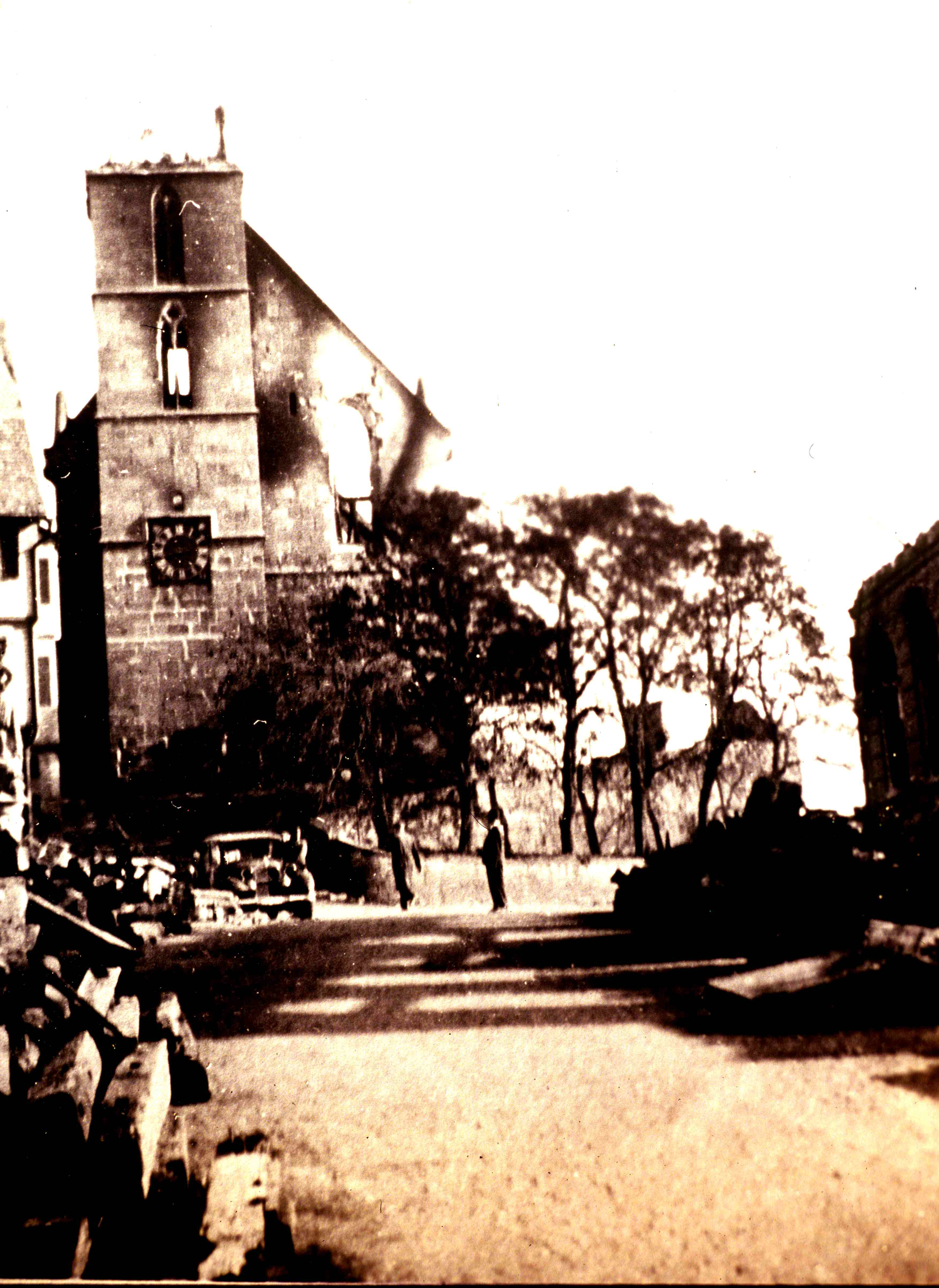
Marktplatz und ev. Stadtkirche nach dem Bombenangriff 1943

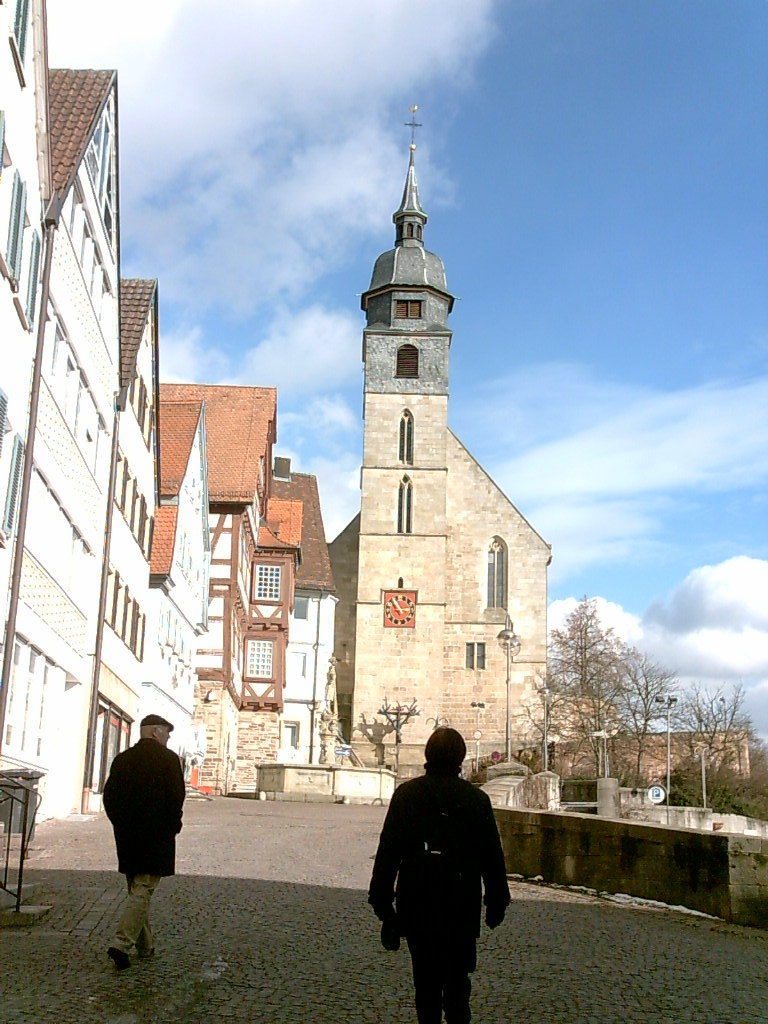
Marktplatz mit Stadtkirche 2006

Die Bevölkerung von Böblingen gehörte ursprünglich zum Bistum Konstanz und war dem Archidiakonat „ante nemus“ unterstellt.

### Evangelische Kirche
Da die Stadt schon früh zu Württemberg gehörte, wurde auch hier ab 1535 durch Herzog Ulrich die Reformation eingeführt, daher war Böblingen über Jahrhunderte eine überwiegend protestantische Stadt. In jener Zeit wurde die Stadt Sitz eines Dekanats (siehe Kirchenbezirk Böblingen), dessen Dekanatskirche die Stadtkirche ist. Die Kirchengemeinde Böblingen wuchs nach dem Zweiten Weltkrieg infolge Zuzugs stark an und wurde daher geteilt. Es entstanden die Martin-Luther-Gemeinde (Kirche von 1960) und die Paul-Gerhardt-Gemeinde (Kirche von 1962) sowie 1990 im Wohngebiet Diezenhalde ein ökumenisches Gemeindezentrum mit der evangelischen Christuskirche und der katholischen Kirchengemeinde „Vater unser“. Die vier evangelischen Kirchengemeinden (Stadt-, Martin-Luther-, Paul-Gerhardt- und Christuskirche) bilden zusammen die Evangelische Gesamtkirchengemeinde Böblingen. Auch im Stadtteil Dagersheim wurde infolge der frühen Zugehörigkeit zu Württemberg die Reformation eingeführt. Die dortige evangelische Kirchengemeinde feiert ihre Gottesdienste in der im 15. Jahrhundert erbauten Agathenkirche, die seit 1476 der Universität Tübingen gehörte. Die Gemeinde gehört wie alle Böblinger Kirchengemeinden zum Kirchenbezirk Böblingen innerhalb der Evangelischen Landeskirche in Württemberg.

### Katholische Kirche
Katholiken gibt es in Böblingen erst wieder seit dem späten 19. Jahrhundert. Für sie wurde 1895 bis 1899 eine eigene Kirche St. Bonifatius gebaut. 1910 wurde Böblingen eigene Pfarrei. Eine zweite katholische Kirche (St. Klemens) wurde 1959 erbaut, die 1961 zur Pfarrei erhoben wurde. 1963 wurde die Kirche St. Maria erbaut und 1965 zur Pfarrei erhoben. 1990 entstand dann noch die „Vater unser“-Gemeinde in der Diezenhalde als Ökumenisches Gemeindezentrum mit der Evangelischen Kirche. Alle Gemeinden bilden die gemeinsame Seelsorgeeinheit 2. Im Stadtteil Dagersheim wurde 1958 die Kirche Christkönig erbaut und 1961 zur Pfarrei erhoben. Diese Gemeinde bildet zusammen mit den Sindelfinger Gemeinden „Auferstehung Christi“, „Maria Königin des Friedens“ und „Zur Heiligsten Dreifaltigkeit“ eine gemeinsame Seelsorgeeinheit 9. Beide Seelsorgeeinheiten gehören zum Dekanat Böblingen des Bistums Rottenburg-Stuttgart.

### Sonstige Konfessionen
Neben den beiden großen Kirchen gibt es in Böblingen auch Freikirchen und Gemeinden, darunter die Süddeutsche Gemeinschaft, die Evangelisch-methodistische Kirche, die Evangelisch-Freikirchliche Gemeinde (Baptisten), die Freie evangelische Gemeinde, die Adventgemeinde und die Volksmission entschiedener Christen e. V.
Auch die Neuapostolische Kirche und die Zeugen Jehovas sind in Böblingen vertreten.

## Politik

### Gemeinderat
In Böblingen wird der Gemeinderat nach dem Verfahren der unechten Teilortswahl gewählt. Dabei kann sich die Zahl der Gemeinderäte durch Überhangmandate verändern. Der Gemeinderat in Böblingen besteht aus den 34 (2019: 33) gewählten ehrenamtlichen Gemeinderäten und dem Oberbürgermeister als Vorsitzenden. Der Oberbürgermeister ist im Gemeinderat stimmberechtigt.
Die Kommunalwahl am 9. Juni 2024 führte zu folgendem vorläufigen Endergebnis.
| Parteien und Wählergemeinschaften | Parteien und Wählergemeinschaften           | % 2024  | Sitze 2024 | % 2019  | Sitze 2019 | Kommunalwahl 2024 %3020100 17,3622,9314,0313,809,108,992,1811,61 GrüneCDUFWSPDFDPBfBLinkeAfDGewinne und Verlusteim Vergleich zu 2019 %p 10 8 6 4 2 0 −2 −4 −6 −8−5,33+2,37−6,45−1,78−0,53+3,88−1,10+8,92GrüneCDUFWSPDFDPBfBLinkeAfD |
| Grüne                             | Bündnis 90/Die Grünen                       | 17,36   | 6          | 22,69   | 7          | Kommunalwahl 2024 %3020100 17,3622,9314,0313,809,108,992,1811,61 GrüneCDUFWSPDFDPBfBLinkeAfDGewinne und Verlusteim Vergleich zu 2019 %p 10 8 6 4 2 0 −2 −4 −6 −8−5,33+2,37−6,45−1,78−0,53+3,88−1,10+8,92GrüneCDUFWSPDFDPBfBLinkeAfD |
| CDU                               | Christlich Demokratische Union Deutschlands | 22,93   | 7          | 20,56   | 7          | Kommunalwahl 2024 %3020100 17,3622,9314,0313,809,108,992,1811,61 GrüneCDUFWSPDFDPBfBLinkeAfDGewinne und Verlusteim Vergleich zu 2019 %p 10 8 6 4 2 0 −2 −4 −6 −8−5,33+2,37−6,45−1,78−0,53+3,88−1,10+8,92GrüneCDUFWSPDFDPBfBLinkeAfD |
| FW                                | Freie Wähler Böblingen                      | 14,03   | 5          | 20,48   | 7          | Kommunalwahl 2024 %3020100 17,3622,9314,0313,809,108,992,1811,61 GrüneCDUFWSPDFDPBfBLinkeAfDGewinne und Verlusteim Vergleich zu 2019 %p 10 8 6 4 2 0 −2 −4 −6 −8−5,33+2,37−6,45−1,78−0,53+3,88−1,10+8,92GrüneCDUFWSPDFDPBfBLinkeAfD |
| SPD                               | Sozialdemokratische Partei Deutschlands     | 13,80   | 5          | 15,58   | 5          | Kommunalwahl 2024 %3020100 17,3622,9314,0313,809,108,992,1811,61 GrüneCDUFWSPDFDPBfBLinkeAfDGewinne und Verlusteim Vergleich zu 2019 %p 10 8 6 4 2 0 −2 −4 −6 −8−5,33+2,37−6,45−1,78−0,53+3,88−1,10+8,92GrüneCDUFWSPDFDPBfBLinkeAfD |
| FDP                               | Freie Demokratische Partei                  | 09,10   | 3          | 09,63   | 3          | Kommunalwahl 2024 %3020100 17,3622,9314,0313,809,108,992,1811,61 GrüneCDUFWSPDFDPBfBLinkeAfDGewinne und Verlusteim Vergleich zu 2019 %p 10 8 6 4 2 0 −2 −4 −6 −8−5,33+2,37−6,45−1,78−0,53+3,88−1,10+8,92GrüneCDUFWSPDFDPBfBLinkeAfD |
| BfB                               | Bürger für Böblingen                        | 8,99    | 3          | 5,11    | 2          | Kommunalwahl 2024 %3020100 17,3622,9314,0313,809,108,992,1811,61 GrüneCDUFWSPDFDPBfBLinkeAfDGewinne und Verlusteim Vergleich zu 2019 %p 10 8 6 4 2 0 −2 −4 −6 −8−5,33+2,37−6,45−1,78−0,53+3,88−1,10+8,92GrüneCDUFWSPDFDPBfBLinkeAfD |
| Linke                             | Die Linke                                   | 2,18    | 1          | 3,28    | 1          | Kommunalwahl 2024 %3020100 17,3622,9314,0313,809,108,992,1811,61 GrüneCDUFWSPDFDPBfBLinkeAfDGewinne und Verlusteim Vergleich zu 2019 %p 10 8 6 4 2 0 −2 −4 −6 −8−5,33+2,37−6,45−1,78−0,53+3,88−1,10+8,92GrüneCDUFWSPDFDPBfBLinkeAfD |
| AfD                               | Alternative für Deutschland                 | 11,61   | 4          | 2,69    | 1          | Kommunalwahl 2024 %3020100 17,3622,9314,0313,809,108,992,1811,61 GrüneCDUFWSPDFDPBfBLinkeAfDGewinne und Verlusteim Vergleich zu 2019 %p 10 8 6 4 2 0 −2 −4 −6 −8−5,33+2,37−6,45−1,78−0,53+3,88−1,10+8,92GrüneCDUFWSPDFDPBfBLinkeAfD |
| gesamt                            | gesamt                                      | 100,0   | 34         | 100,0   | 33         | Kommunalwahl 2024 %3020100 17,3622,9314,0313,809,108,992,1811,61 GrüneCDUFWSPDFDPBfBLinkeAfDGewinne und Verlusteim Vergleich zu 2019 %p 10 8 6 4 2 0 −2 −4 −6 −8−5,33+2,37−6,45−1,78−0,53+3,88−1,10+8,92GrüneCDUFWSPDFDPBfBLinkeAfD |
| Wahlbeteiligung                   | Wahlbeteiligung                             | 54,13 % | 54,13 %    | 52,51 % | 52,51 %    | |

### Bürgermeister
An der Spitze der Stadt Böblingen werden seit dem 14. Jahrhundert Bürgermeister und ein Rat genannt. Es gab zwei Bürgermeister, von denen einer von den Richtern aus dem Ratskollegium, der andere von den Ratsverwandten aus dem Gericht gewählt wurden.
Seit dem 19. Jahrhundert trug das Stadtoberhaupt die Bezeichnung Stadtschultheiß, seit 1930 Bürgermeister und mit der Erhebung zur Großen Kreisstadt am 1. Februar 1962 lautet die Amtsbezeichnung Oberbürgermeister. Dieser wird von den Wahlberechtigten auf 8 Jahre direkt gewählt. Er ist Vorsitzender des Gemeinderats. Seine allgemeinen Stellvertreter sind der Erste Beigeordnete mit der Amtsbezeichnung Erster Bürgermeister und der Beigeordnete mit der Amtsbezeichnung Bürgermeister.
Seit dem 3. April 2018 ist Stefan Belz (Bündnis 90/Die Grünen) Oberbürgermeister von Böblingen.
Bei der Wahl am 4. Februar 2018 wurde Stefan Belz mit 51,3 % im ersten Wahlgang gewählt. Der Amtsinhaber Wolfgang Lützner (CDU) erhielt 28,24 % der abgegebenen Stimmen. Belz trat das Amt am 3. April 2018 an.

### Hoheitszeichen
Als Hoheitszeichen führt die Stadt Böblingen ein Siegel, ein Wappen sowie eine Banner- und eine Hissflagge.
Das Wappen der Stadt Böblingen zeigt in Gold eine dreilatzige rote Fahne, die auf die Herrschaft der Pfalzgrafen von Tübingen zurückgeht. Die Böblinger Stadtflagge ist, vom Wappen abgeleitet, rot-gelb. Wappen und Flagge werden schon seit vielen Jahrhunderten geführt.

Wappen
Bannerflagge
Hissflagge

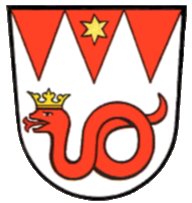
Wappen des Ortsteils Dagersheim

Auch der Ortsteil Böblingen-Dagersheim, der bis 1971 eine selbstständige Gemeinde darstellte, besitzt ein eigenes historisches Wappen, das neben dem Stadtwappen der Kernstadt Böblingen bis heute geführt wird. Es zeigt eine gekrönte rote Schlange mit einfach gewundenem Korpus; die ausgestreckte Zunge des Tieres ist schwarz und gespalten. Den Hintergrund des Tieres bildet ein weißes dreigipfliges Gebirge, zwischen dem der mehrfach gezackte Dagersheimer Morgenstern (Dagersheim – „Tag-erschein!“) aufgeht. Die Wappenkomposition geht auf das Spätmittelalter zurück.

### Städtepartnerschaften

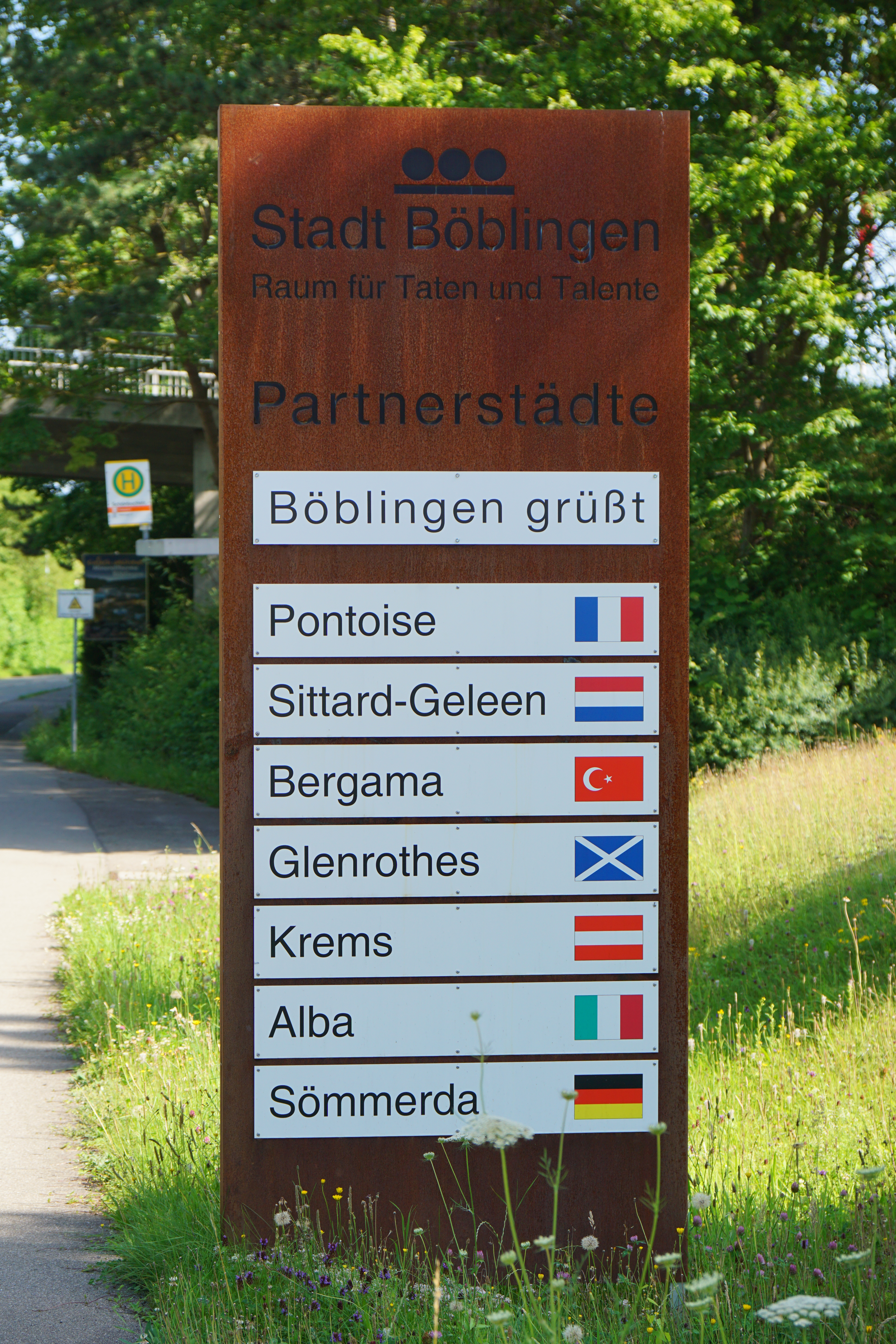
Städtepartnerschaften

Böblingen unterhält mit folgenden Städten eine Städtepartnerschaft:
 Pontoise (Frankreich), seit 1956
 Geleen, seit 2001 Sittard-Geleen (Niederlande), seit 1962
 Bergama (Türkei), seit 1967
 Glenrothes (Vereinigtes Königreich), seit 1971
 Krems an der Donau (Österreich), seit 1972
 Alba (Italien), seit 1985
 Sömmerda (Deutschland), seit 1988
Der schottische Künstler Malcolm Robertson schuf die Skulptur Der Traum, die von Glenrothes 1990 gestiftet wurde und in der Freiburger Allee steht. Anlässlich des 20-jährigen Partnerschaftsjubiläums stiftete Böblingen im Jahr 1991 der schottischen Partnerstadt Glenrothes die Statue The Defenceless One (deutsch Der Wehrlose), die von dem deutschen Bildhauer und gebürtigen Böblinger Rudolf Christian Baisch (1903–1990) geschaffen wurde. Die Statue aus Bronzeguss, die auf einem Steinsockel steht, wurde im Riversidepark in Glenrothes aufgestellt.

## Sport
Die SV Böblingen ist Böblingens größter Sportverein mit über 7000 Mitgliedern in 25 Abteilungen.
Im März 1997 wurde „Der Wilde Süden“ gegründet. Zehn der besten Rock-’n’-Roll-Paare der A-Klasse aus ganz Baden-Württemberg schlossen sich zusammen. „Der Wilde Süden“ ist sieben Mal Weltmeister geworden.
In Böblingen gibt es viele Sportvereine, darunter beispielsweise einen sportlich ambitioniert ausgerichteten Reitverein.
Von 1949 bis 1963 existierte östlich von Böblingen bei 48° 41′ 59″ N, 9° 2′ 2″ O eine Skisprungschanze, die Kurt-Beuttler-Schanze. Sie war eine 17 Meter hohe Holzkonstruktion mit einer Anlauflänge von 40 Metern. Auf ihr fanden regelmäßig Wettbewerbe statt, doch wurde sie 1963 abgerissen, weil sie nach zahlreichen schneearmen Wintern kaum genutzt wurde und verfiel. Heute ist von der einstigen Skisprunganlage nur noch der Auslaufhang vorhanden, an dessen Ende sich ein Grillplatz befindet.

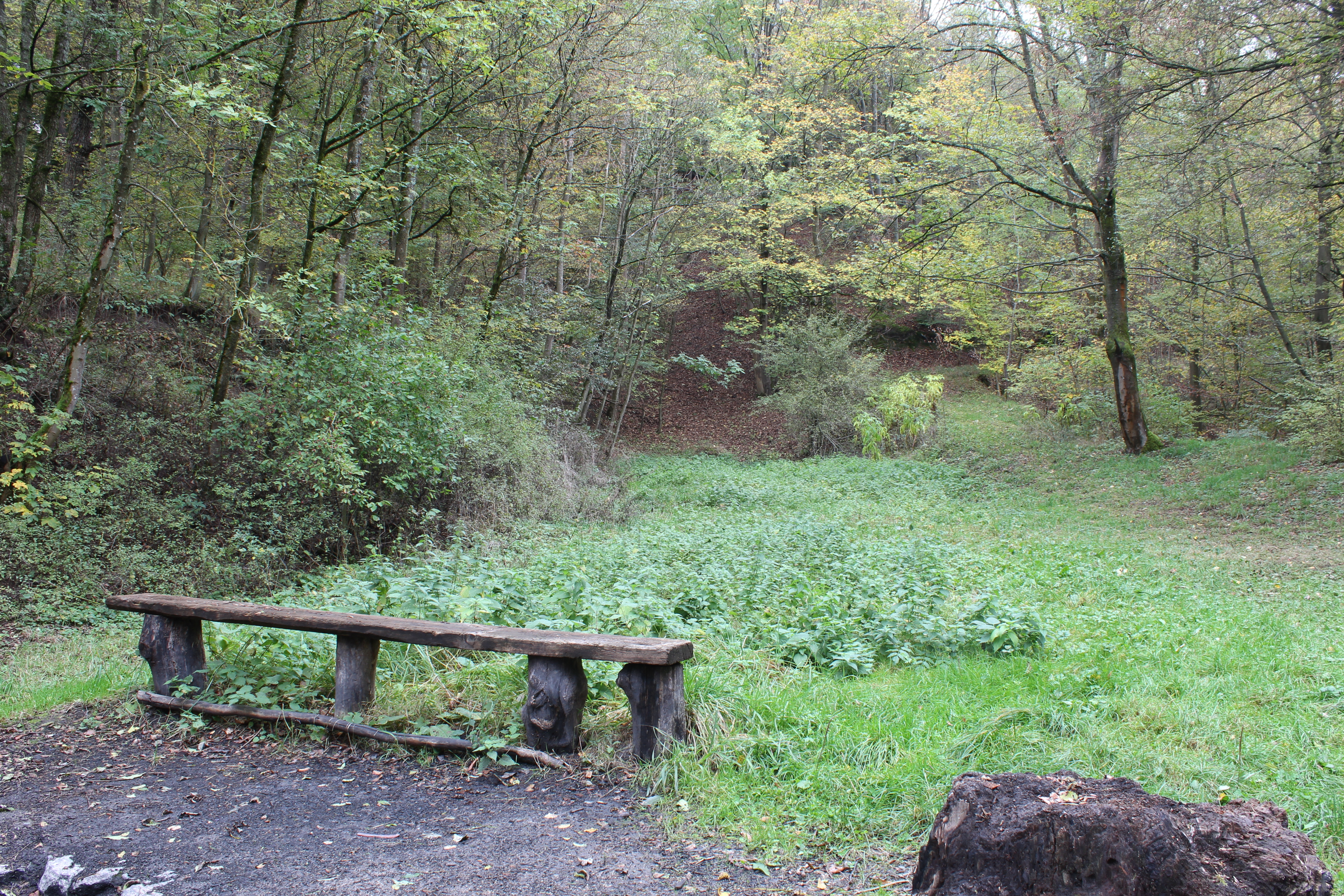
Auslauf der einstigen Kurt-Beuttler-Schanze

## Wirtschaft und Infrastruktur
Der Kaufkraftindex für die Stadt Böblingen bezifferte sich im Jahr 2022 auf 112,2 (Baden-Württemberg: 104,1; Deutschland: 100) und ist damit überdurchschnittlich.

### Verkehr

#### Fahrradverkehr

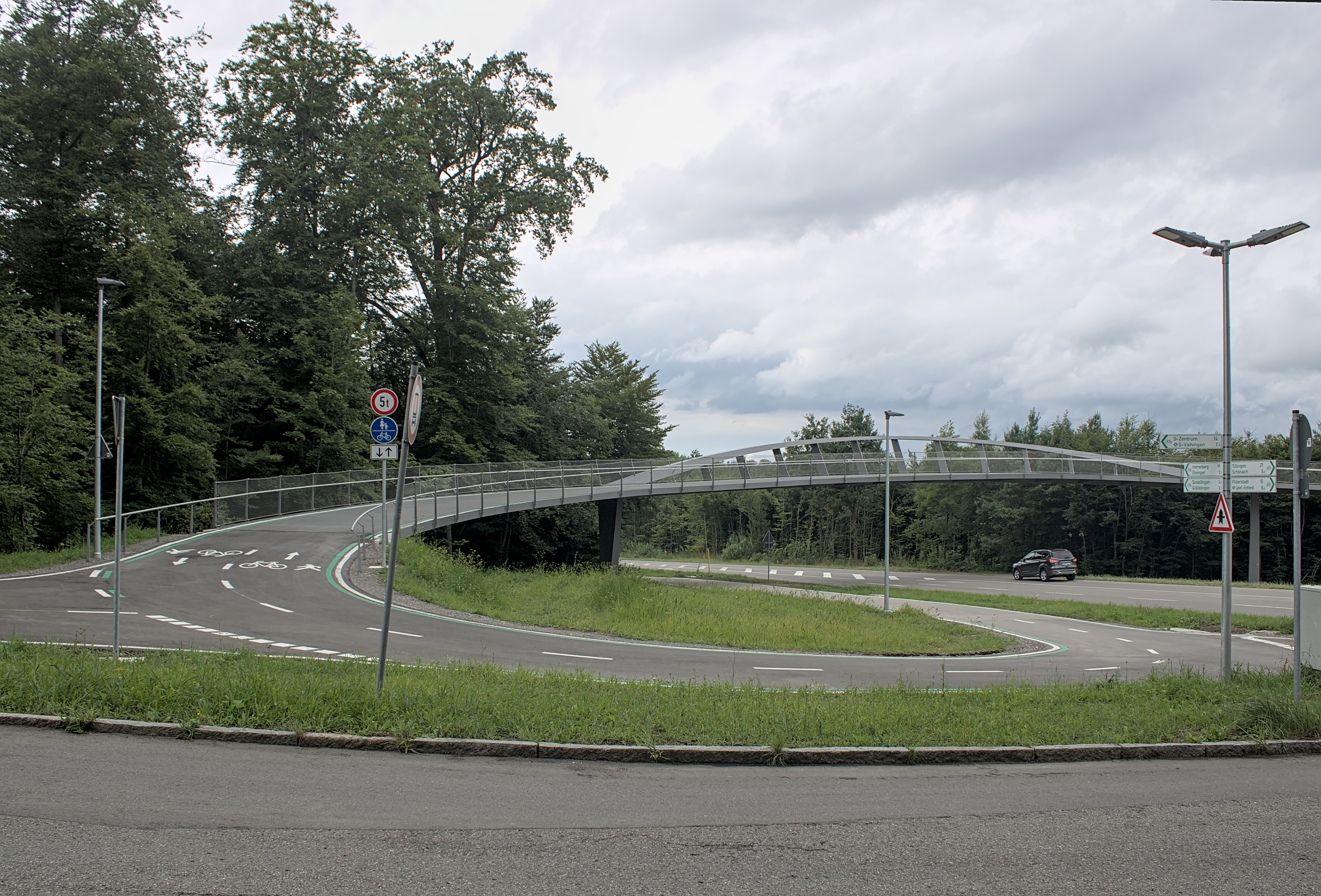
Radschnellwegbrücke über die Panzerstraße

Durch Alltagsrouten aus dem Radnetz Baden-Württemberg ist Böblingen 
- mit Stuttgart (über dessen Stadtbezirk Vaihingen),
- mit Sindelfingen und
- über Ehningen, Gärtringen und Nufringen mit Herrenberg verbunden.

Von der Strecke Stuttgart – Böblingen – Herrenberg sind einige Abschnitte als Radschnellverbindung ausgebaut, überdies gibt es von Stuttgart kommend einen Abzweig zum östlichen Stadtrand Sindelfingens in ähnlicher Qualität. Zwischen Stuttgart und Böblingen bzw. Sindelfingen handelt sich dabei um den ersten Radschnellweg in Baden-Württemberg. Er wurde im Mai 2019 eröffnet.
Böblingen ist Mitglied der AGFK (Arbeitsgemeinschaft Fahrrad- und Fußverkehrsfreundlicher Kommunen) in Baden-Württemberg.

#### Straßen

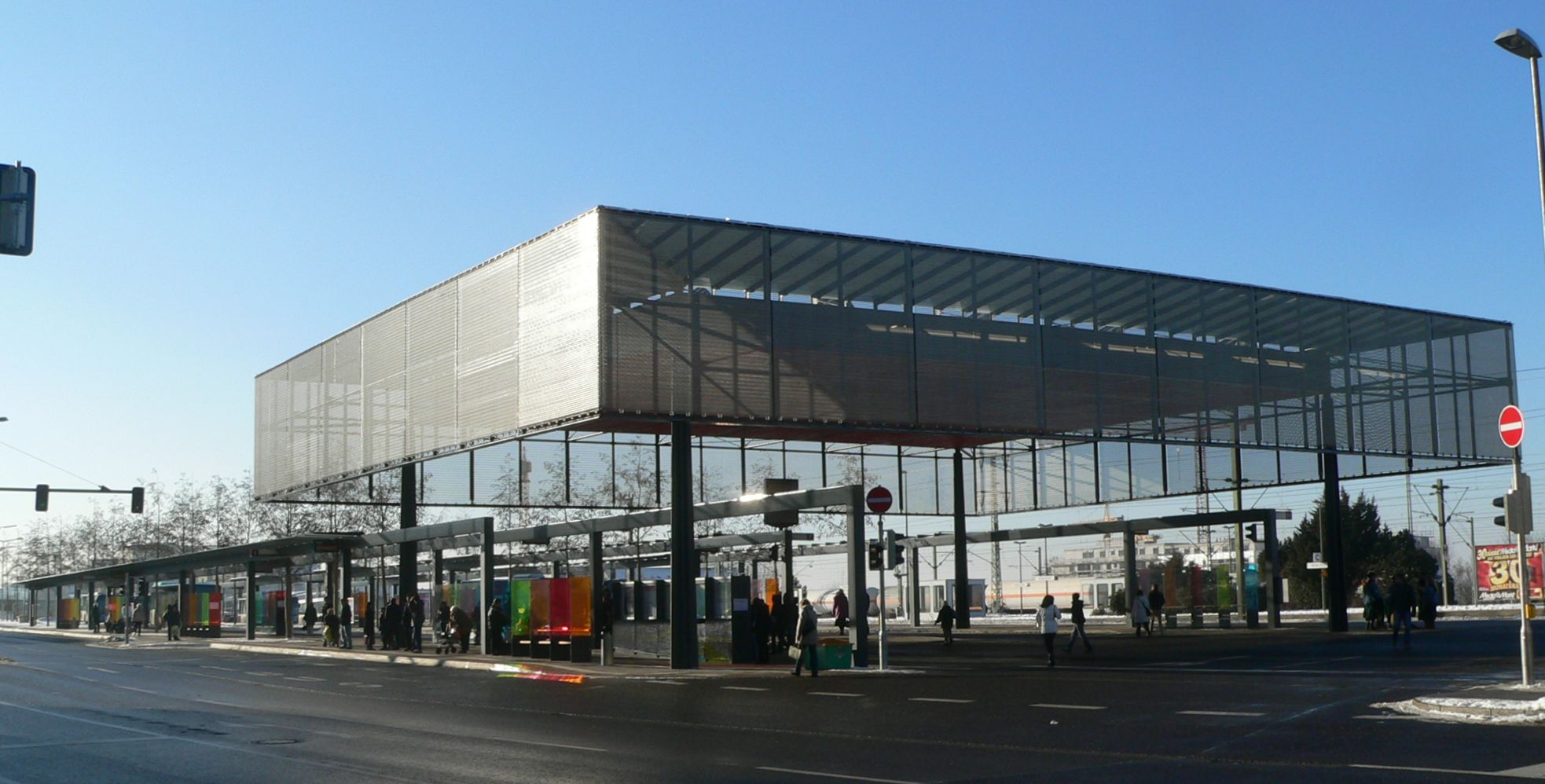
Busbahnhof

Der Kreuzungspunkt zwischen den Bundesautobahnen 8 und 81 (Karlsruhe–München / Singen–Heilbronn) liegt unweit nordöstlich von Böblingen. Im Norden des Stadtgebiets führt die A 81 vorbei. Über die drei Anschlussstellen Böblingen-Ost, Böblingen/Sindelfingen, Böblingen-Hulb und Ehningen ist die Stadt zu erreichen. Die Bundesstraße 464 (Renningen–Reutlingen) und die ehemalige B 14 führen an Böblingen vorbei.

#### Bahnverkehr
Die S-Bahn-Stationen Goldberg (Württ) und Hulb befinden sich im Stadtbereich Böblingen und werden von der S1 der S-Bahn Stuttgart bedient.
Der Bahnhof Böblingen verbindet drei verschiedenen Bahnstrecken:
- Die wichtigste ist die Bahnstrecke Stuttgart–Horb (Gäubahn), die stündlich mit Regional- und Stadtexpress-Zügen bedient wird. Böblingen ist dabei mit den Linien S1 (Herrenberg–Kirchheim unter Teck) und S60 (Böblingen–Stuttgart Schwabstraße) an die S-Bahn angeschlossen. Man erreicht Stuttgart in ca. 25 Minuten. Nach Süden bestehen Bahnverbindungen nach Freudenstadt und Singen.
- 1996 wurde die Schönbuchbahn nach Dettenhausen reaktiviert. Sie bedient im Stadtgebiet Böblingen die Stationen Danziger Straße, Böblingen-Süd, Heusteigstraße und Zimmerschlag. Eine Zweigstrecke von der heutigen Station Böblingen Zimmerschlag nach Schönaich war zwischen 1922 und 1959 in Betrieb, ist aber heute teilweise überbaut; es gibt keine Pläne für eine Reaktivierung dieser Strecke.
- Die Rankbachbahn nach Renningen wurde 2012 für die S-Bahn-Linie S60 im Personenverkehr reaktiviert, sie dient außerdem dem Güterverkehr.

#### Busverkehr
In Böblingen und Sindelfingen betreibt das Unternehmen Pflieger den gemeinsamen Stadtbus-Verkehr, alle Linien sind in den Verkehrs- und Tarifverbund Stuttgart (VVS) integriert. Das Netz wurde 2019 überarbeitet. Daneben gibt es mehrere Überlandlinien, die auch andere Tarifgebiete anfahren. Im Fernbusnetz bestehen unter anderem Verbindungen nach Hamburg und Mailand.

#### Flugverkehr
Im nördlichen Bereich der Stadt, an der Grenze zu Sindelfingen, befand sich früher der Flughafen Böblingen. Der Flughafen wurde dann von US-Streitkräften genutzt. Ein Teil der ehemaligen Gebäude des Flughafens ist noch erhalten und wird von der Motorworld Region Stuttgart genutzt, auch das Empfangsgebäude ist noch erhalten. Auf der ehemaligen Flughafenfläche befindet sich der Stadtteil Flugfeld. Die Straßen des Stadtteils sind nach verschiedenen Flugpionieren benannt, darunter auch einige, die diesen Flughafen benutzt haben. Die Funktion des Flughafens wurde ersetzt durch den internationalen Flughafen Stuttgart, der 15 km entfernt ist. Er ist über Autobahn und S-Bahn erreichbar.

### Ortsansässige Unternehmen

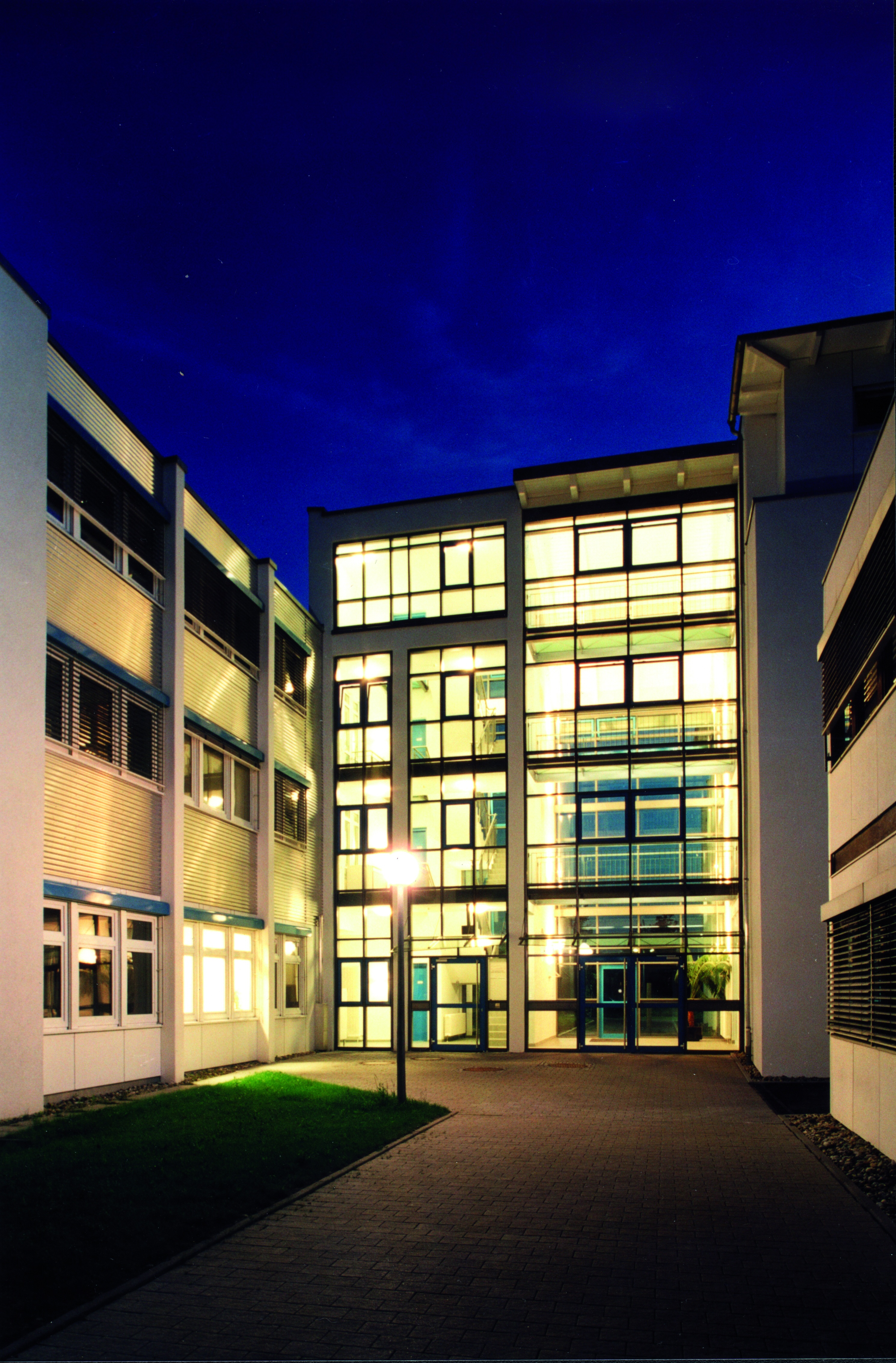
Softwarezentrum Böblingen/Sindelfingen mit 98 IT-Unternehmen

- Computerindustrie: Advantest Corporation (vormals Verigy Ltd.), Compart, enthus (vormals MCL), HP, IBM, Keysight Technologies (vormals Agilent), Kistler, KLDiscovery Ontrack, Microsoft, Philips Deutschland, Siemens, Softpro, Softwarezentrum Böblingen/Sindelfingen
- Automobilindustrie: Mercedes-Benz Group AG, dSPACE, Elektrobit Automotive GmbH, Lear, Smart
- Medien: C&L Verlag
- Luft- und Raumfahrtindustrie: Moog GmbH
- Finanzdienstleistungen: Kreissparkasse Böblingen, Vereinigte Volksbank eG
- Getränkeindustrie: Schönbuch Bräu
- Solarindustrie: AXITEC GmbH
- Anlagenbau: Eisenmann AG
- Handel: Plana Küchenland, Reisser AG
- Energieversorgung: Stadtwerke Böblingen
- Pharmaunternehmen: Wörwag Pharma, NOWEDA

### Medien
Der Regionalfernsehsender Regio TV Stuttgart hatte bis 2010 seinen Sitz in Böblingen. Dieser strahlt täglich in einer halbstündigen Rotation ab 18 Uhr bis 2 Uhr nachts das Regionalmagazin aus, mit Nachrichten und Beiträgen aus den Landkreisen Böblingen, Rems-Murr, Ludwigsburg, Göppingen und Stuttgart. In Böblingen erscheinen als Tageszeitungen die Kreiszeitung Böblinger Bote, die Sindelfinger Zeitung / Böblinger Zeitung sowie die überregionalen Tageszeitungen Stuttgarter Zeitung und die Stuttgarter Nachrichten mit je einem Lokalteil für die Stadt und den Kreis Böblingen. Zudem erscheint jeden Monat das PIG Stadtmagazin Böblingen/Sindelfingen.

### Einzelhandel (überörtlich bedeutsam)
Böblingen hat spätestens seit Fertigstellung des Kaufzentrums zwischen Altstadt und Bahnhof in den 60er Jahren als Einkaufsstadt Bedeutung auch für umliegende Gemeinden (und das gleich große Sindelfingen). Kern des ersten Kaufzentrums war ein Hertie-Warenhaus. Ende der 1970er-Jahre kam ein weiterer Gebäudekomplex, das city center, hinzu. Die Gewichte für die Kunden aus der Region verschoben sich deutlich mit der Eröffnung des Breuningerlands in Sindelfingen. Ende 2014 wurde am Bahnhof – in der Unterstadt – das Einkaufszentrum Mercaden eröffnet.
Im Frühling 2015 wurde die zur Fußgängerzone umgestaltete Bahnhofstraße als „Flaniermeile“ neu eröffnet.

### Behörden, Gericht und Einrichtungen
Als Kreisstadt beherbergt Böblingen das Landratsamt und den Großteil der Dienststellen des Kreises. Böblingen verfügt auch über ein Finanzamt und ein Amtsgericht, das zum Landgerichts- und Oberlandesgerichtsbezirk Stuttgart gehört.
Die Stadt ist auch Sitz des Kirchenbezirks Böblingen der Evangelischen Landeskirche in Württemberg und des Dekanats Böblingen des Bistums Rottenburg-Stuttgart.
Die Bundespolizeidirektion Stuttgart hat ihren Sitz in der ehemaligen Böblinger Wildermuth-Kaserne. Der Zuständigkeitsbereich erstreckt sich auf das Bundesland Baden-Württemberg. Sie gewährleistet mit ihren sieben unterstellten Bundespolizeiinspektionen u. a. den Schutz von Bahnanlagen, der Schengenbinnengrenze zu Frankreich und Schweiz, des Flughafens Stuttgart sowie des Bundesverfassungsgerichtes.
Überregionale Dienststellen der Polizei Baden-Württemberg – mit Sitz in Böblingen – sind die 5. Bereitschaftspolizeidirektion Böblingen und das Landespolizeiorchester Baden-Württemberg.

### Militär
In Böblingen besteht eine Kaserne der US-amerikanischen Streitkräfte (Panzerkaserne Böblingen), in der Green Berets der „10th Special Forces Group, 1st Battalion (Airborne)“ stationiert sind. Außerdem ist sie das Hauptquartier der United States Marine Corps Forces Europe (siehe auch: Ausländische Militärbasen in Deutschland). Die amerikanische Basis am alten Flughafen, ehemals eine Reparaturstätte (englisch Maintenance Facility) für militärische Kfz aller Art innerhalb des VII. US-Korps und Zweigstelle der Panzerkaserne, die zusammen die sogenannte Boblingen-Sindelfingen Military Community bildeten, wurde dagegen bereits im Herbst 1991 geschlossen. Das Gelände wird zurzeit neu verwertet.
Am 7. Februar 2007 wurde in der Böblinger Panzerkaserne Deutschlands größter amerikanischer Supermarkt, „Panzer-Exchange“ eröffnet. Auf 13.200 m² können sich ausschließlich Truppen- und NATO-Angehörige von Multimedia über Kosmetik und Vitaminprodukte bis hin zum Heimtierbedarf versorgen. Ebenfalls ist hier das „Sport Recreations Center“ vorzufinden, eine Art Freizeitorganisation für die US-Truppen, die ebenfalls das örtliche Paintballfeld leitet.

### Bildungseinrichtungen
Die zahlreichen Bildungs- und Kultureinrichtungen Böblingens bieten ein differenziertes Angebot. Weiterführende und berufliche Schulen mit einem weiten Einzugsgebiet bilden im Verbund mit der Stadtbibliothek, der Musik- und Kunstschule und der Volkshochschule ein breites Spektrum zur Aus- und Weiterbildung sowie zur Freizeitgestaltung direkt vor Ort. 
Das Herman Hollerith Lehr- und Forschungszentrum (HHZ) der Fakultät für Informatik der Hochschule Reutlingen hat seinen Sitz in Böblingen und bietet verschiedene Bachelor- und Masterstudienprogramme im Bereich Business und IT an.
In Böblingen gibt es vier allgemeinbildende Gymnasien (Albert-Einstein-Gymnasium, Lise-Meitner-Gymnasium, Max-Planck-Gymnasium und Otto-Hahn-Gymnasium), zwei Realschulen (Albert-Schweitzer- und Friedrich-Schiller-Realschule), eine Grund- und Werkrealschule (Eichendorff-GWRS), eine Werkrealschule (Theodor-Heuss-WRS), fünf reine Grundschulen in der Kernstadt (Eduard-Mörike-, Erich-Kästner-, Friedrich-Silcher-, Justinus-Kerner- und Ludwig-Uhland-Schule) sowie eine Grundschule im Stadtteil Dagersheim.
Die Paul-Lechler-Schule ist ein Schulverbund mit SBBZ und Grundschule unter einem Dach (ehemals Wilhelm-Hauff-Grundschule und Pestalozzischule).
Der Landkreis Böblingen ist Schulträger der drei Beruflichen Schulen (Akademie für Datenverarbeitung Böblingen – ADV; Kaufmännisches Schulzentrum Böblingen – KSZ-BB, unter anderem mit Wirtschaftsgymnasium; Mildred-Scheel-Schule Böblingen, unter anderem mit Biotechnologischem Gymnasium und Ernährungswissenschaftlichem Gymnasium). Des Weiteren ist hier die Käthe-Kollwitz-Schule für Geistigbehinderte mit Schulkindergarten für Geistigbehinderte zu erwähnen.
Die Freie Evangelische Schule Böblingen e. V. (Grund-, Haupt- und Realschule), die Freie Waldorfschule Böblingen/Sindelfingen e. V. (Grundschule bis Abitur), die private Altenpflegeschule der Arbeiterwohlfahrt Nordwürttemberg e. V. und die Private Berufsfachschule im Bildungszentrum Böblingen des Internationalen Bundes e. V. runden das schulische Angebot in Böblingen ab.
Erwachsenenbildung bietet die vhs. Böblingen-Sindelfingen e. V. und der Verein zur Förderung der Berufsbildung e. V., eine Bildungseinrichtung der IHK, an.

### Restmüllheizkraftwerk
Östlich von Böblingen befindet sich in einem 40 Meter hohen Gebäude ein Restmüllheizkraftwerk mit einer Erzeugerleistung von 12 MW. Die Anlage verbrennt den Restmüll aus dem ganzen Kreis Böblingen und darüber hinaus. Der Kamin des Restmüllheizkraftwerks hat eine Höhe von 55 Metern. Die Netto-Wärmeleistung der mit 2 Linien ausgestatteten Anlage, die pro Stunde 9,43 Tonnen Restmüll verfeuern kann, beträgt 48,4 MW. Das Kraftwerk ist an die Fernwärmenetze von Böblingen und Sindelfingen angeschlossen.

## Kultur und Sehenswürdigkeiten

### Bauwerke und Kulturdenkmale

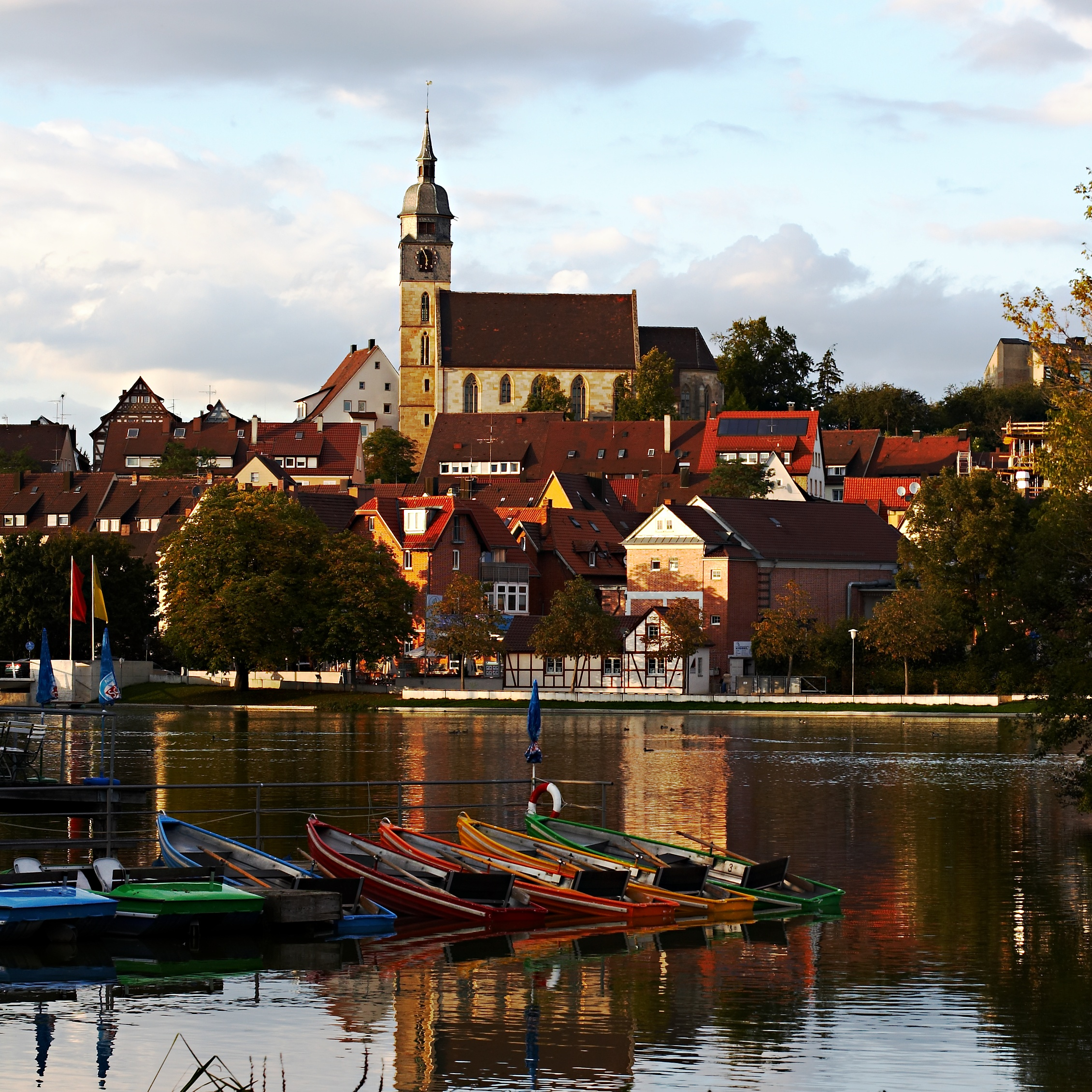
Oberer See und Stadtkirche

- Die Evangelische Stadtpfarrkirche St. Dionysius am Marktplatz ist das Wahrzeichen der Stadt. Der Turm der Kirche entstand wohl bereits zur Zeit der Stadtgründung, das Langhaus im 14. Jahrhundert. Die Kirche wurde im Zweiten Weltkrieg zerstört und danach wieder aufgebaut.
- Die Evangelische Agathenkirche in Böblingen-Dagersheim ist ähnlich alt wie die Stadtkirche, Schiff und Chor wurden 1491 in ihrer heutigen Gestalt erneuert. Das Kirchenschiff fasst 500 Menschen. Das in Holz gearbeitete Chorgestühl zeigt wertvolle Schnitzarbeiten des 15. Jahrhunderts. Der 36 Meter hohe Wehrturm ist weithin sichtbar, die historische Kegelladenorgel von Carl Gottlieb Weigle aus dem Jahre 1857 ist die älteste spielbare Orgel der ganzen Region.
- Weitere größere Kirchen in Böblingen sind die 1960/61 erbaute Paul-Gerhardt-Kirche für die evangelische Kirchengemeinde in der Weststadt und die 1959/60 erbaute Martin-Luther-Kirche für die evangelischen Gläubigen der Oststadt.
- Hans Scharoun schuf 1963–1966 eine aus sieben Häusern bestehende Wohnsiedlung auf dem Rauhen Kapf, 1971 sein Orplid, eines seiner letzten Hochhäuser mit bemerkenswerter Architektur, im Westen der Stadt.
- Der 82 Meter hohe Kamin des 1978 errichteten Fernheizwerks in der Ernst-Reuter-Straße ist das höchste Bauwerk im Stadtgebiet.
- Der 31 Meter hohe Wasserturm auf der Waldburg wurde 1928[27] errichtet und hat eine 28 Meter[28] hohe Aussichtsplattform.
- Das älteste Haus in Böblingen ist ein altes Bauernhaus, welches außerhalb der Stadtmauern gebaut worden ist. Es liegt in der Poststraße 18 in Böblingen. Es wurde 1435 von Jakob Kreyß erbaut und steht heute unter Denkmalschutz und ist von Verfall bedroht.[29]

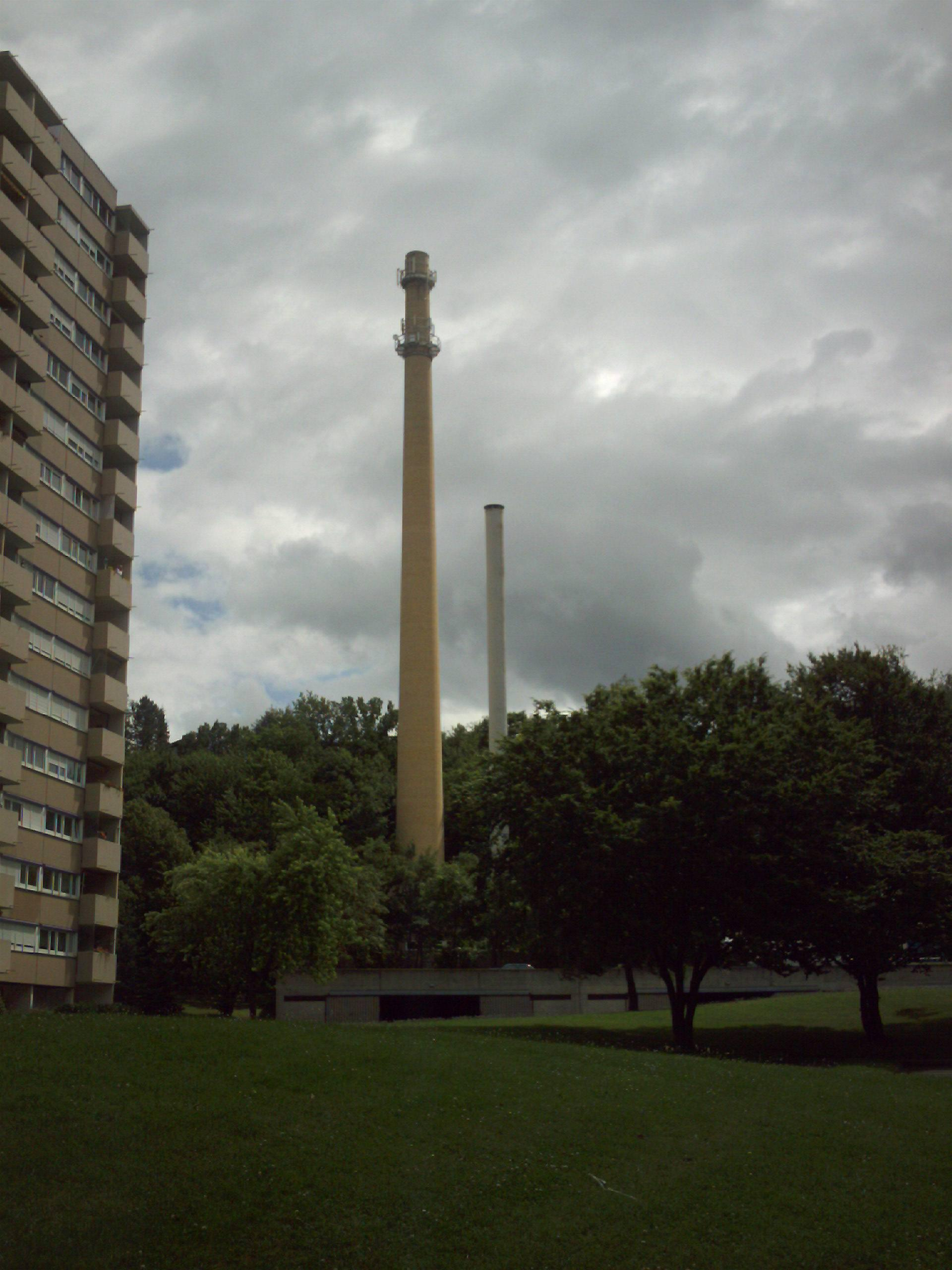
Kamin des Fernheizwerks in der Ernst-Reuter-Straße

### Museen und Galerien
- Die 1593 erbaute Zehntscheuer beherbergt heute die Städtische Galerie Böblingen und das Bauernkriegsmuseum. Das Bauernkriegsmuseum dokumentiert auch die Schlacht von Böblingen von 1525 und enthält ein Zinnfigurendiorama.
- Im Gebäude des Alten Amtsgerichts, erbaut 1833 – heute Sitz u. a. des Böblinger Kunstvereins –, befindet sich die Schleuse 16, ein Ausstellungsraum für bevorzugt experimentelle Kunst.
- Das Deutsche Fleischermuseum ist in einem Fachwerkhaus (mit Wandmalereien im Inneren) im Stadtzentrum beheimatet.
- Das Heimatmuseum des Nordböhmischen Niederlandes ist im Deutschen Fleischermuseum Böblingen untergebracht. Im Mittelpunkt der Sammlung stehen Landschafts- und Hausmodelle, Arbeitsgerätschaften, Trachten und Erinnerungsstücke aus dem Nordböhmischen Niederland.

### Seen

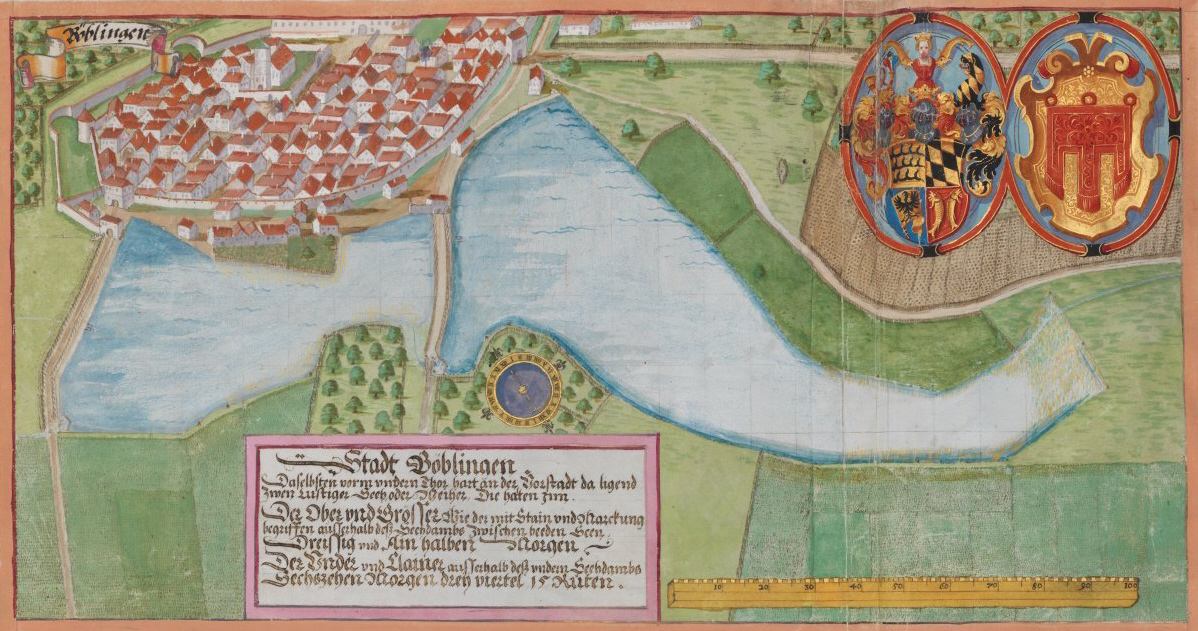
Ansicht der Seen aus dem württembergischen Seehbuch, Anfang 17. Jahrhundert

Der obere See wurde vor dem 12. Jahrhundert durch die Stauung des Murkenbachs künstlich erzeugt und sollte im Notfall den Stadtgraben mit Wasser füllen, um ein Eindringen in die Burg zu erschweren. Im 13. Jahrhundert wurde durch die Öffnung des oberen Sees der untere See geschaffen. Der untere See wird durch den oberen See gespeist, dieser wiederum vom Murkenbach. In den 1930er Jahren kam die Idee auf, den unteren See zuzuschütten und stattdessen einen Festplatz dort zu errichten.
Im Zuge der Landesgartenschau 1996 wurde der Bereich um die beiden Seen großzügig neu gestaltet.
Im Gebiet Flugfeld wurde der „Lange See“ geschaffen und 2010 geflutet. Der Lange See wird durch Regen- und Oberflächenwasser gespeist, das über Regenreinigungsbecken filtriert wird und dient auf diese Weise auch dem Hochwasserschutz. Der Lange See hat einen Abfluss zur Schwippe.

### Regelmäßige Veranstaltungen
- Stadtfest („Böblinger Jahrmarkt“) im Juli, das rund um den Schlossberg stattfindet.
- Seit 1996 findet jährlich von Juni bis September der „Böblinger Sommer am See“ mit über 60 Einzelveranstaltungen (z. B. Konzerte, Flohmarkt, Schlemmen am See etc.) rund um die neugestalteten Seen statt.
- Regelmäßig erfolgten Konzerte und Veranstaltungen in der mittlerweile abgerissenen Sporthalle und in der Kongresshalle (Wetten, dass..?, Verstehen Sie Spaß?).
- Umzug am Rosenmontag: Jährlich am Rosenmontag, veranstaltet von Grün-Weiß Böblingen e. V. Lokale Gruppen ziehen mit vielen auswärtigen „Hästrägern“ und Musikgruppen durch die Stadt.
- Das Fischsuppenessen findet am Aschermittwoch statt. Der Gewinn dieser Veranstaltung wird zugunsten von Multiple-Sklerose-Kranken und anderer humanitärer Organisationen verwendet.
- Das „Böblinger Open“, ein offenes Schachturnier, lockt alljährlich vom 26. bis 30. Dezember über 300 Schachspieler aus ganz Europa nach Böblingen.

### Mineraltherme Böblingen
Eine in 775 m Tiefe erschlossene salzhaltige Mineralthermalquelle speist die Mineraltherme Böblingen, die Entspannungs-, Wellness- und Gesundheitsprogramme anbietet.
Das Thermalwasser fließt in drei Innen- und zwei Außenbecken mit Temperaturen von 31 °C bis 36 °C, in einen Whirlpool und Sprudelliegen. Außerdem gibt es einen 1400 m² großen, bepflanzten Saunagarten mit mehreren Saunen und Dampfbädern. Die Mineraltherme wurde 1989 eröffnet. Zuvor befanden sich an dieser Stelle Kfz-Werkstätten und Autohäuser.